# Tarraconense
La Tarraconense (del latín Hispania Citerior Tarraconensis) fue una provincia romana y después visigoda de Hispania. Su capital fue la Colonia Iulia Urbs Triumphalis Tarraco, la actual Tarragona, de la cual tomaba su nombre.
La Tarraconense estaba entre las provincias más extensas del Imperio romano. Así fue hasta finales del siglo III, cuando la reorganización de Diocleciano creó las nuevas provincias de la Cartaginensis y la Gallaecia, que hasta entonces eran parte de la Tarraconense. Exceptuando la costa mediterránea, la provincia estaba poco poblada y la urbanización era menor que en los otros territorios hispanos.

## Geografía y organización político-administrativa de la provinciaTarraconensis

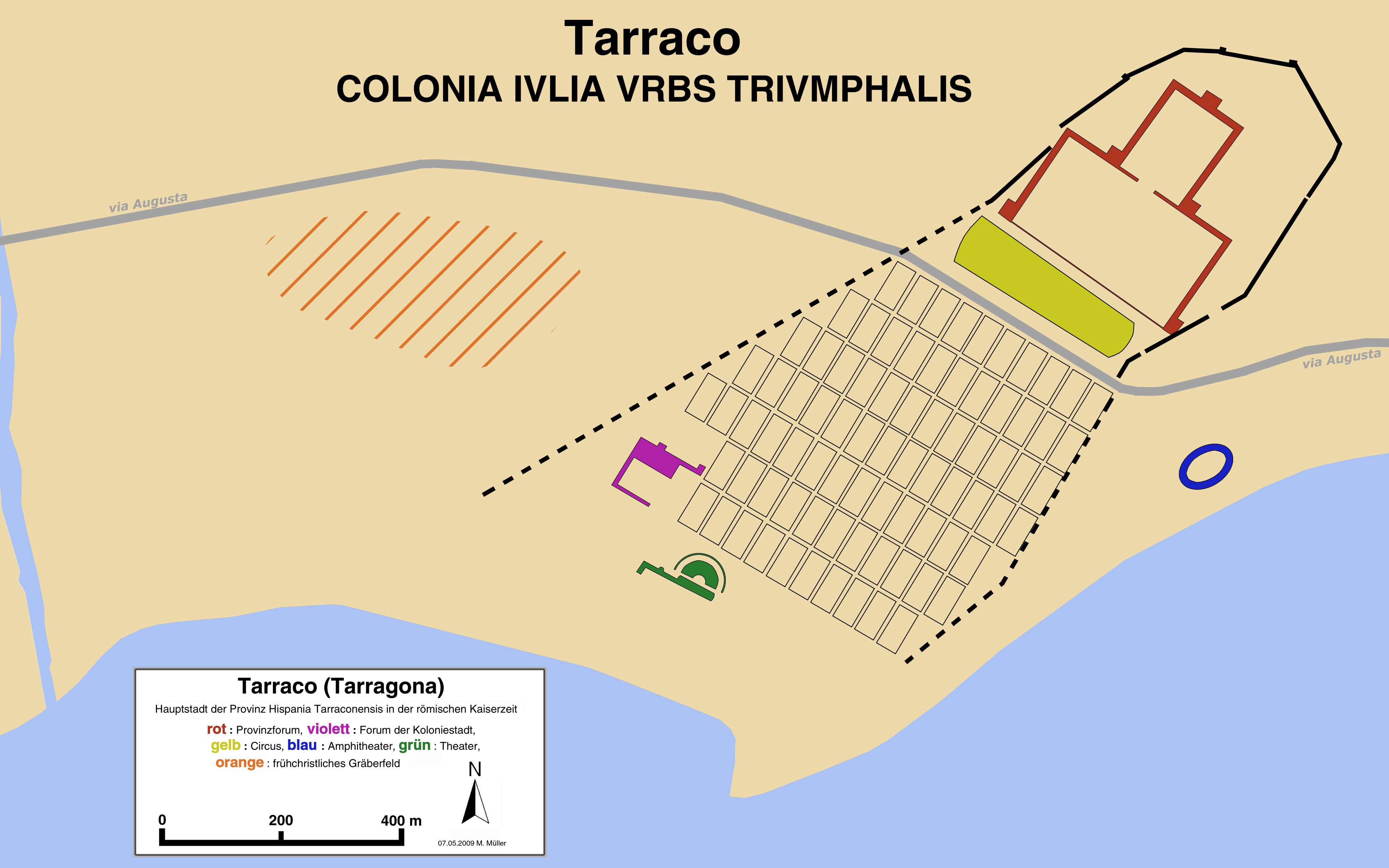
Plano de la ciudad de Tarraco, capital de la Tarraconense.

### Límites y extensión
La provincia Hispania Citerior Tarraconensis, en su momento de mayor extensión, abarcaba unas dos terceras partes de la península ibérica, y comprendía las regiones al norte y al sur del Ebro, desde los Pirineos al norte hasta Sagunto al sur, el valle de Duero, excepto la zona de su orilla meridional entre el Tormes y su desembocadura en Cale (Oporto, Portugal), los valles del Tajo y del Guadiana hasta los límites con la Lusitania, y el extremo oriental de Andalucía, al este de la frontera de la Baetica que discurría desde Cástulo (Linares), pasando por Acci (Guadix) hasta la bahía de Almería, quedando estas zonas (que durante varios años pertenecieron a la Baetica) en territorio tarraconense; al este limitaba con el mare Nostrum —mar Mediterráneo—, y al oeste con el océano Atlántico y al norte con el Cantábrico y la cordillera de los Pirineos, que la separaba del sur de la Galia, es decir, de las provincias romanas de Aquitania y Galia Narbonense.
Con una extensión aproximada de 380 000 km² y una población estimada en 3 o 3,5 millones de habitantes (con una densidad media de 8 o 9 hab/km²), la Tarraconense fue probablemente, en la época de su creación, la mayor provincia del Imperio.
De la Tarraconensis, fueron escindidas posteriormente Gallaecia y Carthaginensis, ambas por Diocleciano a finales del siglo III, y a finales del siglo IV la Balearica de la Carthaginensis, siendo transformadas en provincias independientes.

Hispania según la división provincial romana de 27 a. C.

### Organización administrativa
Por un acuerdo de Augusto con el Senado, tomado en 27 a. C., la Tarraconense fue una provincia imperial, al igual que la Lusitania, mientras que la Bética quedó como provincia senatorial; la Tarraconensis tenía rango consular, mientras que las otras dos provincias eran de rango pretorial.
Al frente de la Tarraconensis se encontraba el gobernador de la provincia —legatus Augusti pro praetore provinciae Hispaniae Citerioris Tarraconensis—, quien, dado el carácter consular de la misma, era un senador de rango consular, cuya sede se encontraba en la capital provincial, la colonia de Tarraco. En época de Augusto y Tiberio, según también indica Estrabón, tenía como subordinados a tres legados al frente de tres legiones, que fueron reduciéndose a dos bajo Calígula y a uno a partir de Nerón.
Las grandes dimensiones de la provincia determinaron que, en algún momento entre Tiberio y Claudio, el gobernador recibiese como auxiliares en la administración de justicia a siete legados, llamados legati iuridici (sing. legatus iuridicus), que fueron puestos al frente de sendos conventus iuridici. Estos legati eran nombrados directamente por el emperador. Los siete conventos jurídicos de la provincia, de E. a O. y comenzando por el de la capital, fueron:

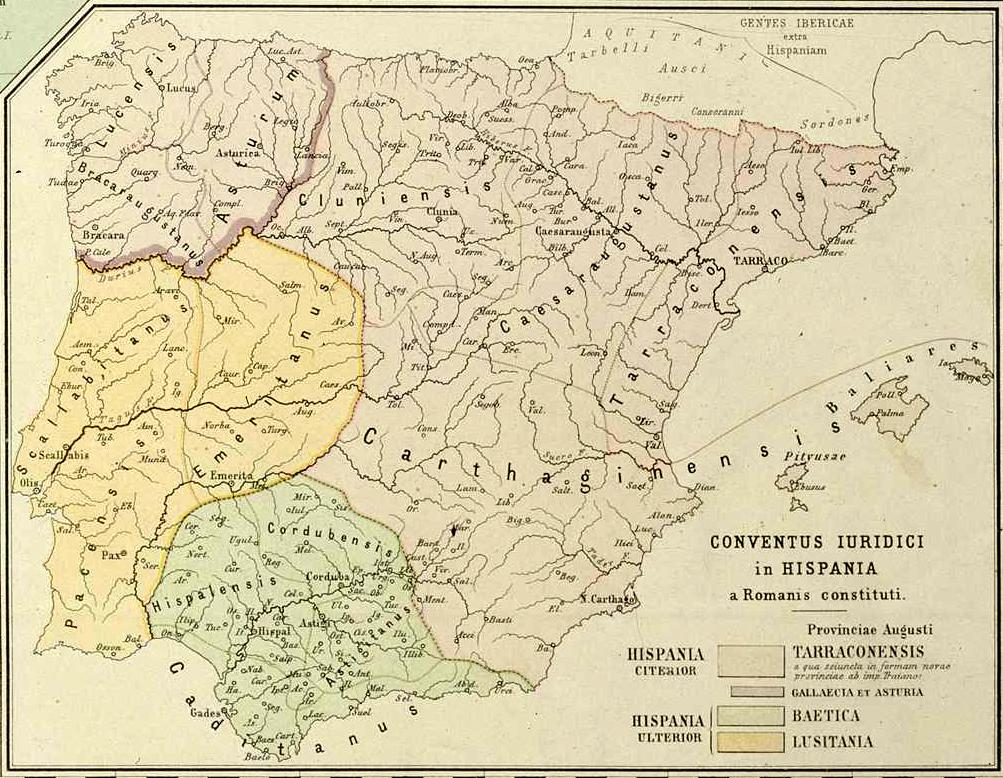
División de Hispania en provincias y conventos.

- El Tarraconensis, con capital en la Colonia Tarraco (Tarragona).
- El Carthaginensis, con capital en la Colonia Carthago Nova (Cartagena).
- El Caesaraugustanus, con capital en la Colonia Caesar Augusta (Zaragoza).
- El Cluniensis, con capital en la Colonia Clunia Sulpicia (Coruña del Conde).
- El Asturicensis, con capital en el Municipium Asturica Augusta (Astorga).
- El Lucensis, con capital en el ¿Municipium? Lucus Augusti (Lugo).
- El Bracarensis, con capital en el Municipium Bracara Augusta (Braga).

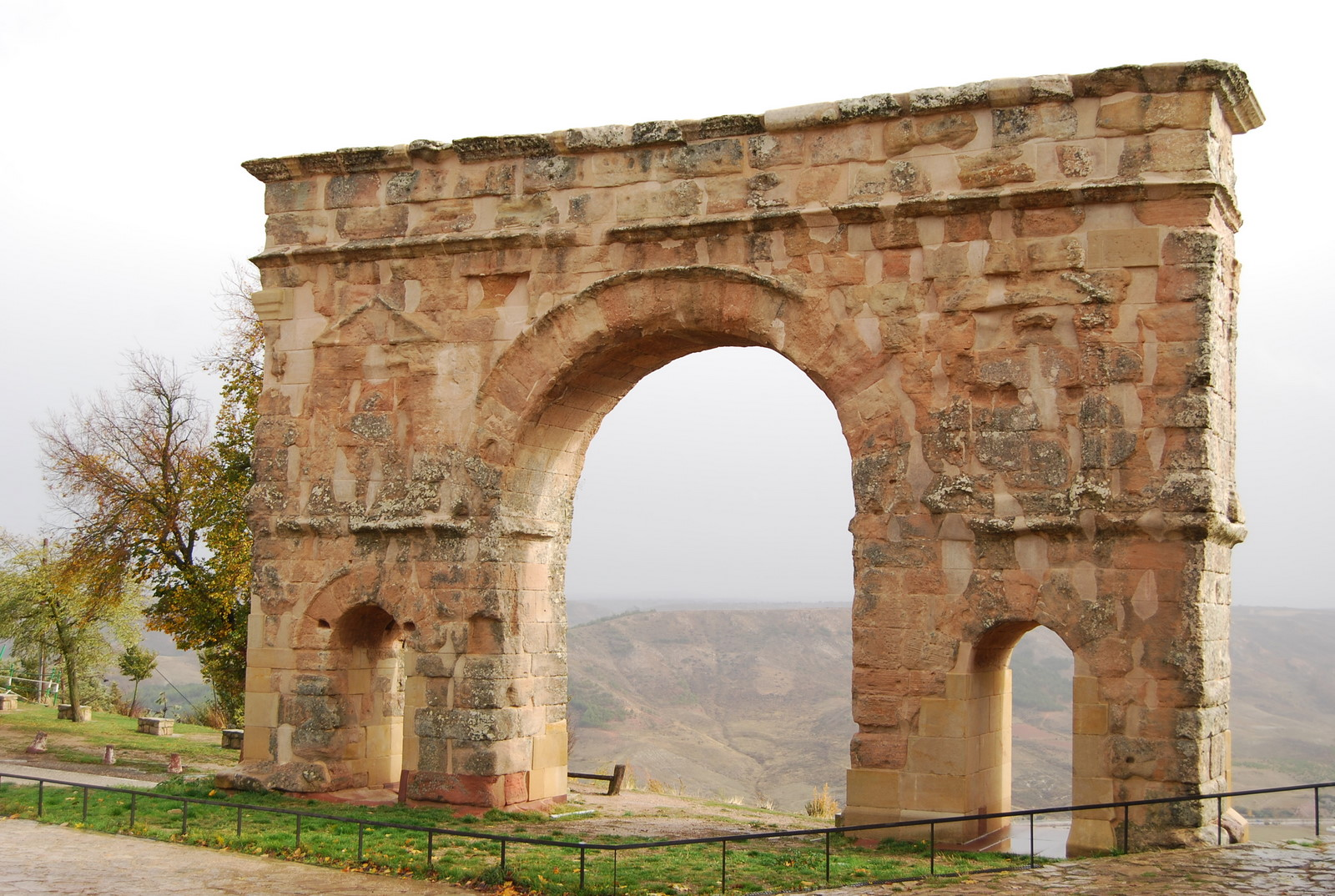
El arco de Medinaceli que tal vez señalaba el límite entre el Conventus Cluniensis y el Caesaraugustanus.

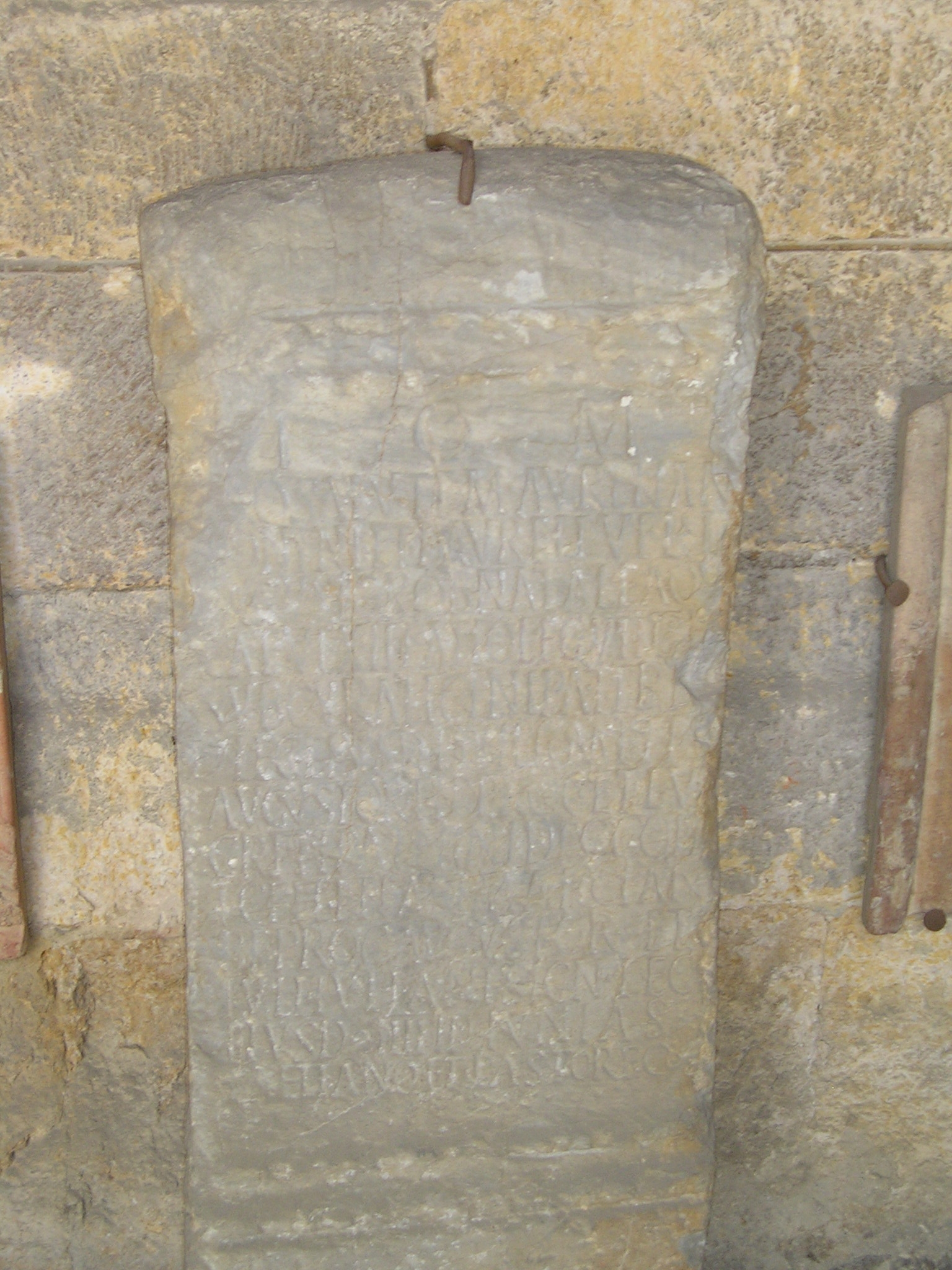
Inscripción votiva CIL II 2552 erigida en honor de Júpiter, del águila de la Legio VII Gemina por la salud de los emperadores Marco Aurelio y Lucio Vero procedente Villalís (León), en la que, entre otros cargos, aparece como dedicante el procurator metallorum y liberto imperial Hermes.

En cada una de las sedes conventuales se organizó el culto imperial, dedicado al Genius Augusti y a los emperadores divinizados, con un sacerdocio propio, masculino —flamines Augusti— y femenino —flaminicae Augusti—, elegidos de entre las élites de las comunidades privilegiadas –coloniae et municipia– de la provincia. Anualmente se designaba de entre ellos a un flamen y a una flaminica —no era extraño que fuesen matrimonio— para ocuparse del culto imperial a nivel provincial, desempeñando sus funciones en el foro provincial de la capital de la provincia, Tarraco.
La administración fiscal de la Tarraconensis, por su parte, dependía de un procurador imperial —procurator Caesaris—, nombrado directamente por el emperador de entre los miembros del ordo equester, cuya sede también se hallaba en la capital de la provincia, y cuya misión era supervisar la recaudación de impuestos de toda la provincia. Sin embargo, a partir de finales del siglo I o comienzos del siglo II, la zona de minería aurífera del noroeste de la provincia empezó a ser administrada por un procurador específico —procurator metallorum—, cargo desempeñado normalmente por un liberto imperial, que tenía su base en Asturica Augusta, capital del conventus Asturicensis. Los procuratores dependían directamente del emperador y no del gobernador provincial, aunque, evidentemente, ambos cargos debían colaborar para la correcta administración de la provincia.

### El tejido urbano de la provincia

#### La creación decivitates
El último escalón de la administración del Imperio romano estaba formado en todas las provincias por las ciudades (lat. civitates), organizadas políticamente a la romana (coloniae, municipia) o de manera tradicional, conservando las instituciones previas a la conquista romana, aunque, en este último caso, con la directa supervisión de los gobernadores provinciales. El grado de autonomía de estas comunidades, tanto romanas como indígenas, era bastante alto, y, en general, podían resolver sus asuntos sin excesivas intromisiones de los gobernadores provinciales. Las comunidades indígenas tendían, progresivamente, a asimilar sus instituciones de autogobierno a las de los municipios y colonias romanas, aunque la principal diferencia entre ambos tipos de comunidades era la aplicación de la legislación romana, obligatoria para los ciudadanos de colonias y municipios, orientativa para las no romanas, excepto en las relaciones con el poder imperial y con ciudadanos romanos particulares, casos en los que la legislación romana se aplicaba por encima de los derechos locales.

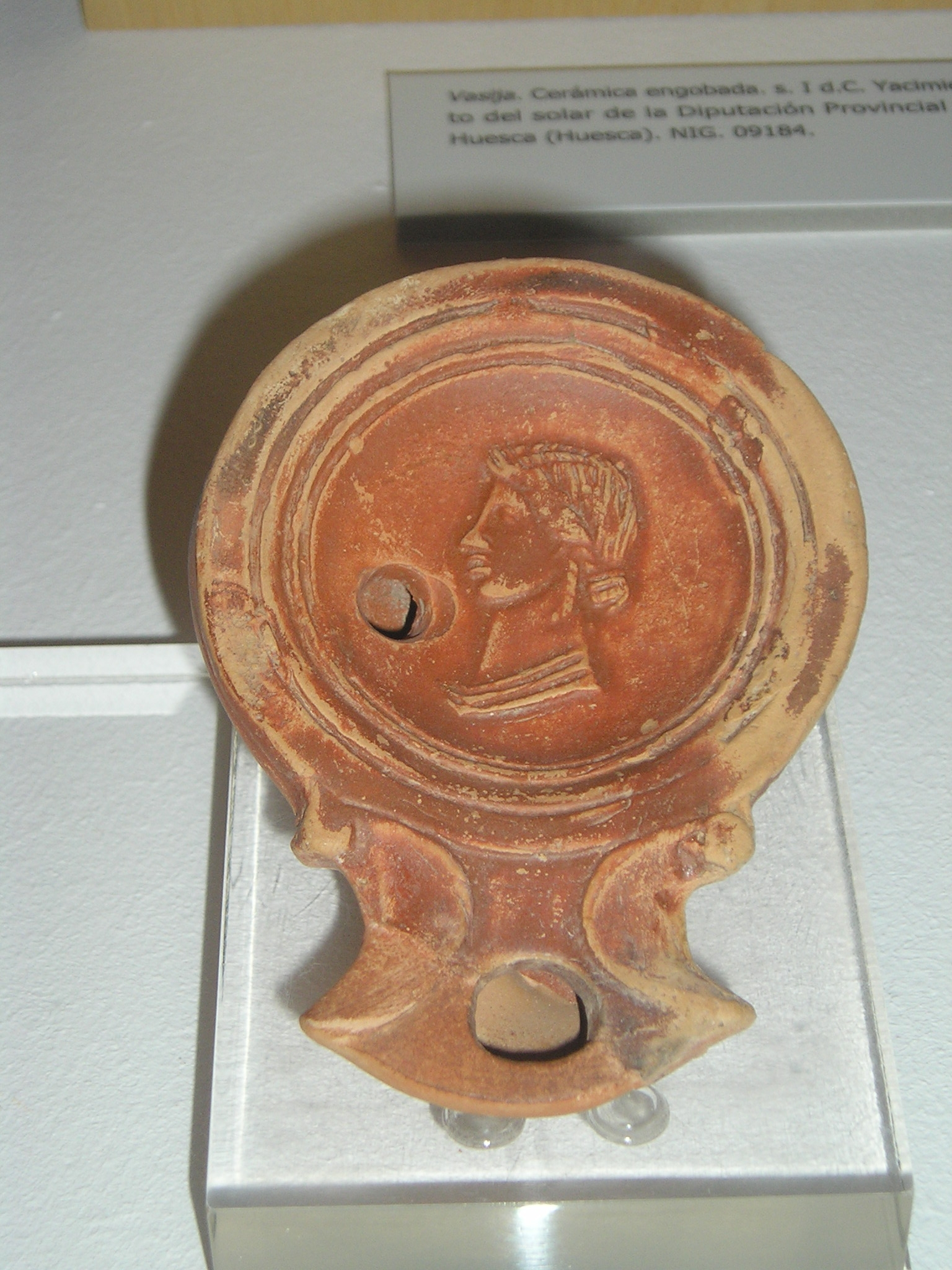
Lucerna romana del procedente del Municipium Urbs Victrix Osca, la actual Huesca, que denota un alto grado de implantación de la romanidad en el valle medio del Ebro.

Según los geógrafos antiguos Estrabón, Plinio, quien fue procurator de la provincia, y Ptolomeo, el número de ciudades de la Tarraconensis era considerable, sobre todo en el valle del Ebro y la costa del mar Mediterráneo, reduciéndose su número a medida que se avanzaba hacia el Norte, hacia la costa del Cantábrico, y hacia el Oeste, hacia la futura Gallaecia.
Sin contar las comunidades que existían en las Islas Baleares, Plinio afirma que:

nunc universa provincia dividitur in conventus VII, Carthaginiensem, Tarraconensem, Caesaraugustanum, Cluniensem, Asturum, Lucensem, Bracarum. accedunt insulae, quarum mentione seposita civitates provincia ipsa praeter contributas aliis CCXCIII continet, oppida CLXXVIIII, in iis colonias XII, oppida civium Romanorum XIII, Latinorum veterum XVIII, foederatorum unum, stipendiaria CXXXV.
C. Plinio Secundo. Naturalis Historia III, 18.

Esto significa que en los 7 conventos jurídicos que integraban la provincia Tarraconensis existían 293 ciudades, aparte de las comunidades o ciudades contributae (dependientes de otras), de las que 179 tenían un núcleo urbano —oppidum—. Las ciudades estaban a su vez divididas, según su estatuto, en 12 colonias, 13 ciudades con pleno derecho de ciudadanía —oppida civium Romanorum—, 18 municipios de derecho latino antiguo, 1 ciudad federada —aliada sin derecho de ciudadanía— y 135 ciudades tributarias o estipendiarias. Las otras 114 eran civitates o comunidades sin oppidum, como la mayor parte de las de los conventos del Noroeste y del Cluniense.

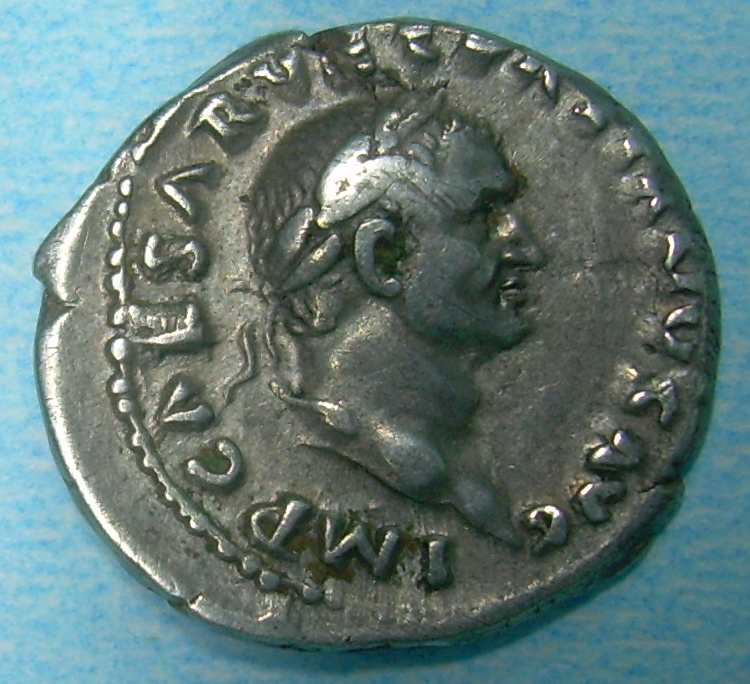
Retrato del emperador Vespasiano en un denario, quien extendió la ciudadanía latina a todas las comunidades hispanas con el Edicto de Latinidad de 74.

Las comunidades privilegiadas de la provincia Tarraconensis de origen cesariano, triunviral o augústeo, colonias y municipios, fueron adscritas a la tribu Galeria, excepto Caesaraugusta, que lo fue a la Aniensis.
Según nos informa Plinio el Viejo, el siguiente cambio de importancia fue la concesión por el emperador Vespasiano a toda Hispania del derecho latino.

Universae Hispaniae Vespasianus Imperator Augustus iactatum(¿s?) procellis rei publicae Latium tribuit.
C. Plinio Segundo. Naturalis Historia III, 30

Así, en el año 74 d. C. Vespasiano, mediante el Edicto de Latinidad, otorgó la ciudadanía latina menor —ius Latii minor— a todas las comunidades de Hispania, lo que permitía obtener la ciudadanía romana a todas aquellas personas que hubieran desempeñado magistraturas municipales —duovirato o edilidad— en su comunidad, una vez que fuera transformada en municipio por orden imperial, mientras que el resto de los habitantes adquirían la ciudadanía latina, que les permitía gozar legalmente del derecho de hacer negocios de acuerdo con la ley romana —ius commercii— y de casarse a la romana —ius conubii—, en iustae nuptiae.
La concesión de este derecho fue aprovechada por bastantes comunidades estipendiarias y contributae de la Tarraconensis para transformarse en municipios, como es el caso de Nova Augusta (Lara de los Infantes, Burgos), Bergidum Flavium (Castro Ventosa, El Bierzo, León), Segovia, Duratón (Segovia, ¿tal vez Confluenta?), o Aqua Flaviae (Chaves, Portugal), por citar unas pocas. Los ciudadanos romanos así promocionados en todos estos nuevos municipios fueron adscritos a la tribu Quirina, y así lo hacían constar en la origo dentro de su nombre.

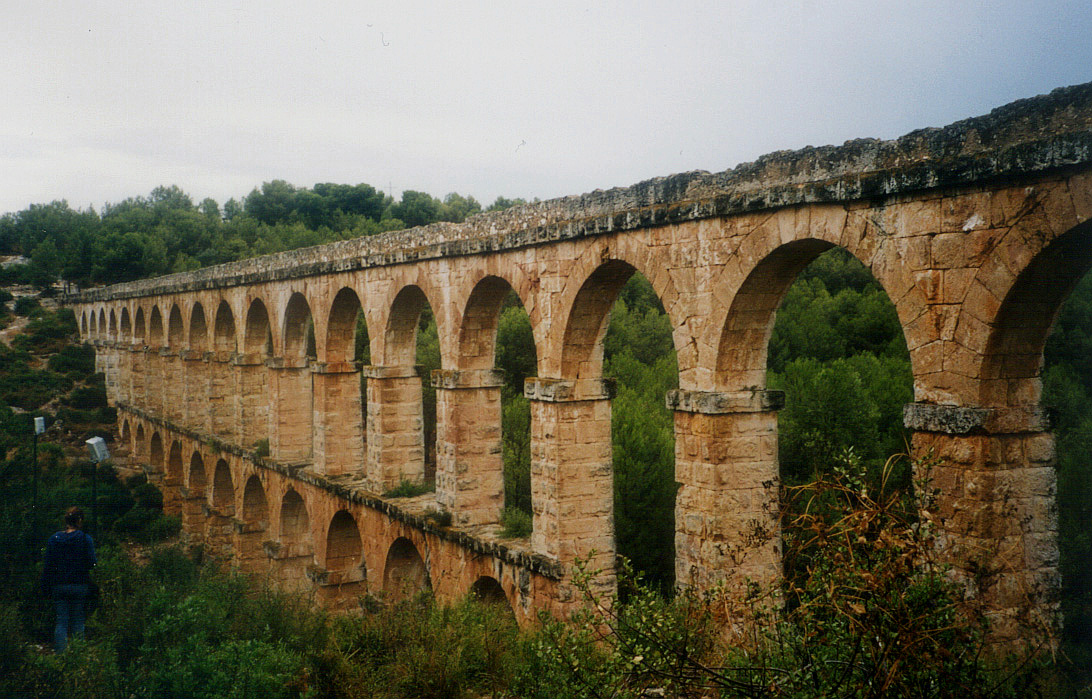
Acueducto romano de las Ferreras o Pont del Diable, que abastecía de agua a Tarraco, la capital de la provincia, desde época de Augusto.

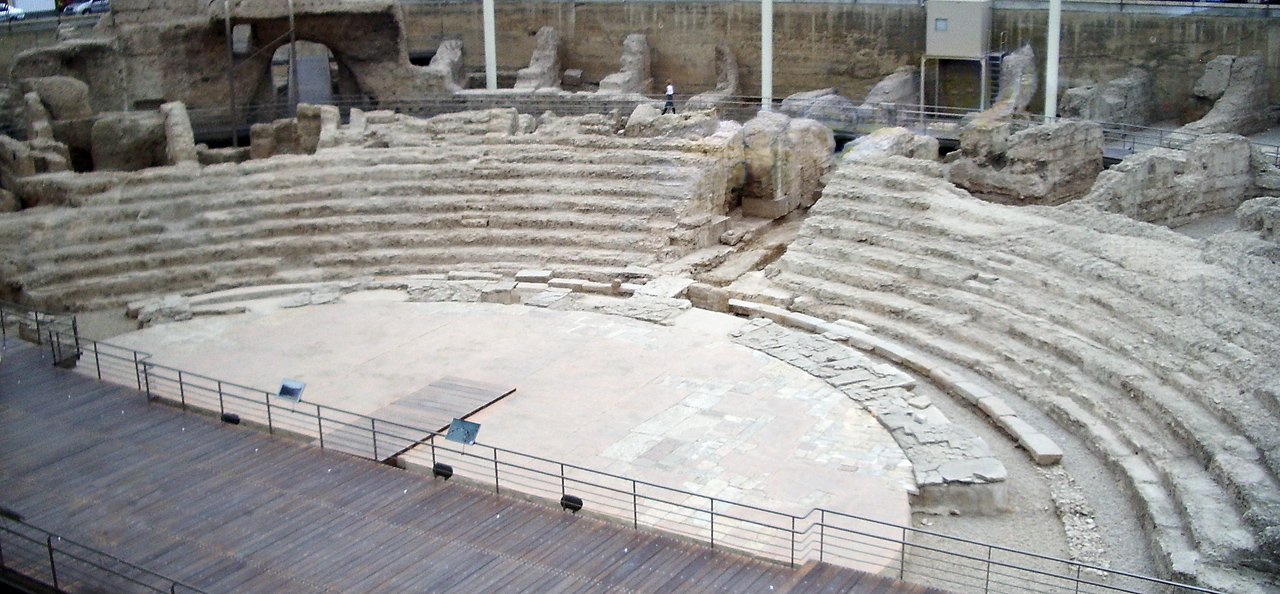
Teatro romano de Caesaraugusta, capital de un conventus iuridicus, edificado bajo Augusto y Tiberio para dotar a la ciudad más importante del valle del Ebro.

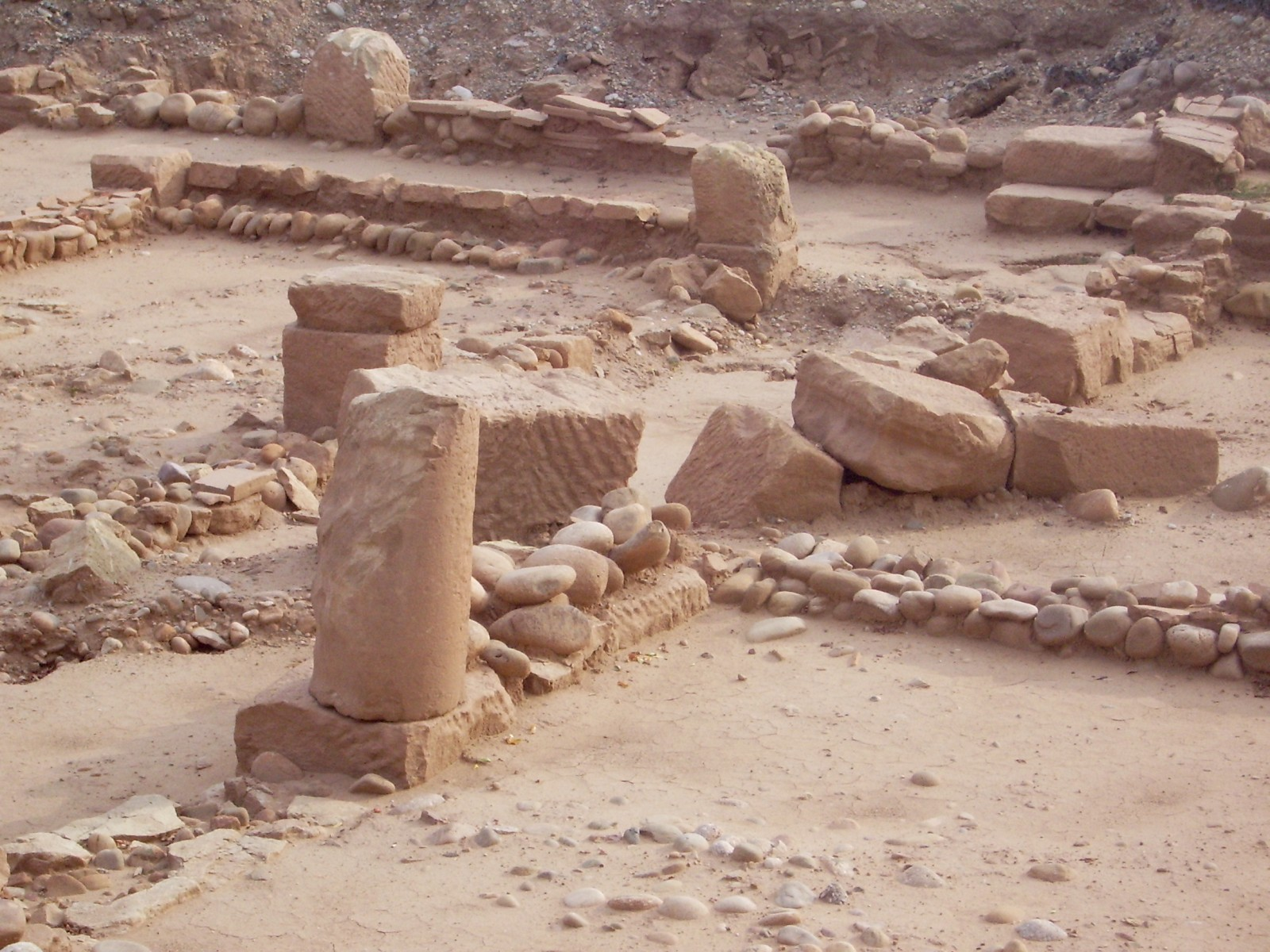
Restos de una casa romana en Vareia (Logroño).

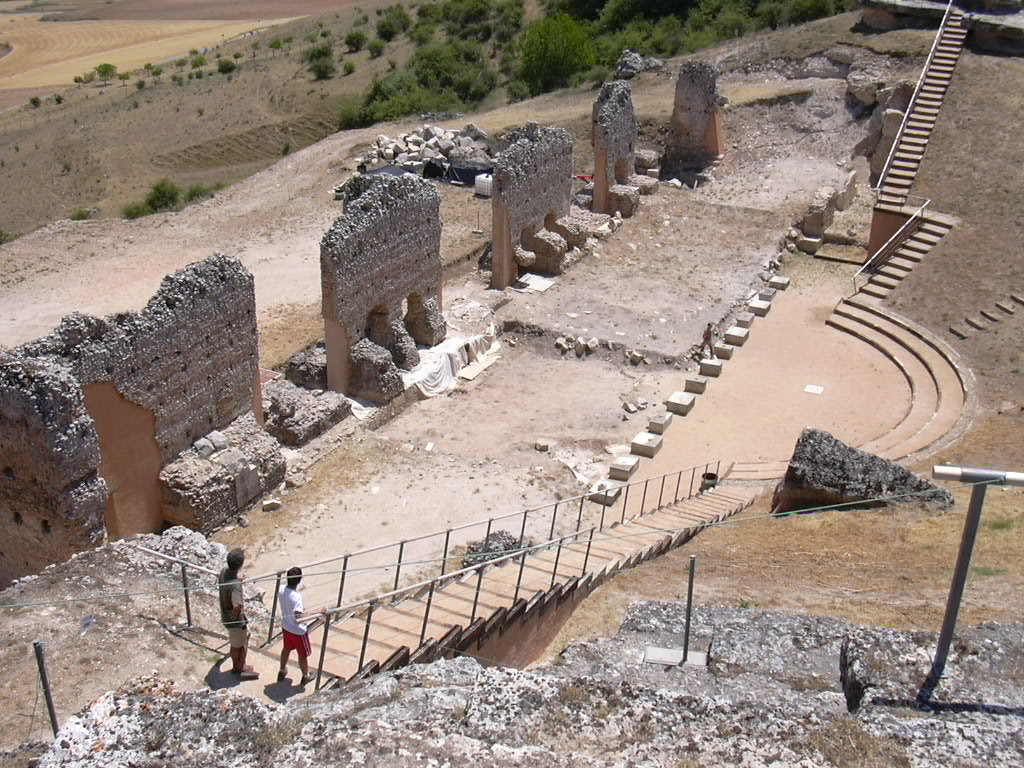
Teatro romano de Clunia Sulpicia, edificado bajo Tiberio para monumentalizar la ciudad más importante, junto con Asturica Augusta de la cuenca del Duero, capital del conventus iuridicus más extenso de Hispania.

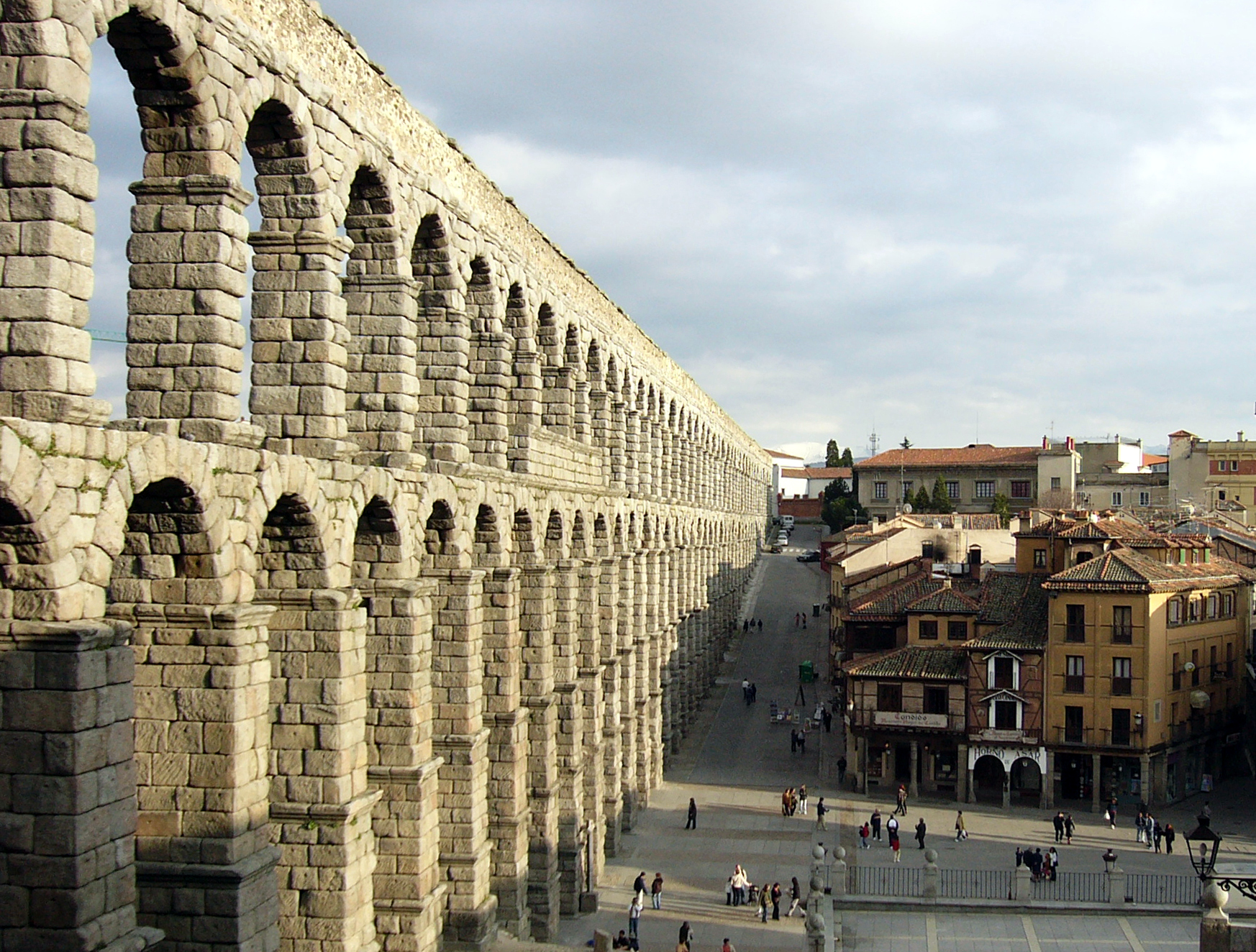
Acueducto de Segovia, edificado bajo Domiciano y remozado bajo Trajano, dentro del proceso de municipalización flavio en toda Hispania, proporcionó a este municipio un elemento singular a la par que útil.

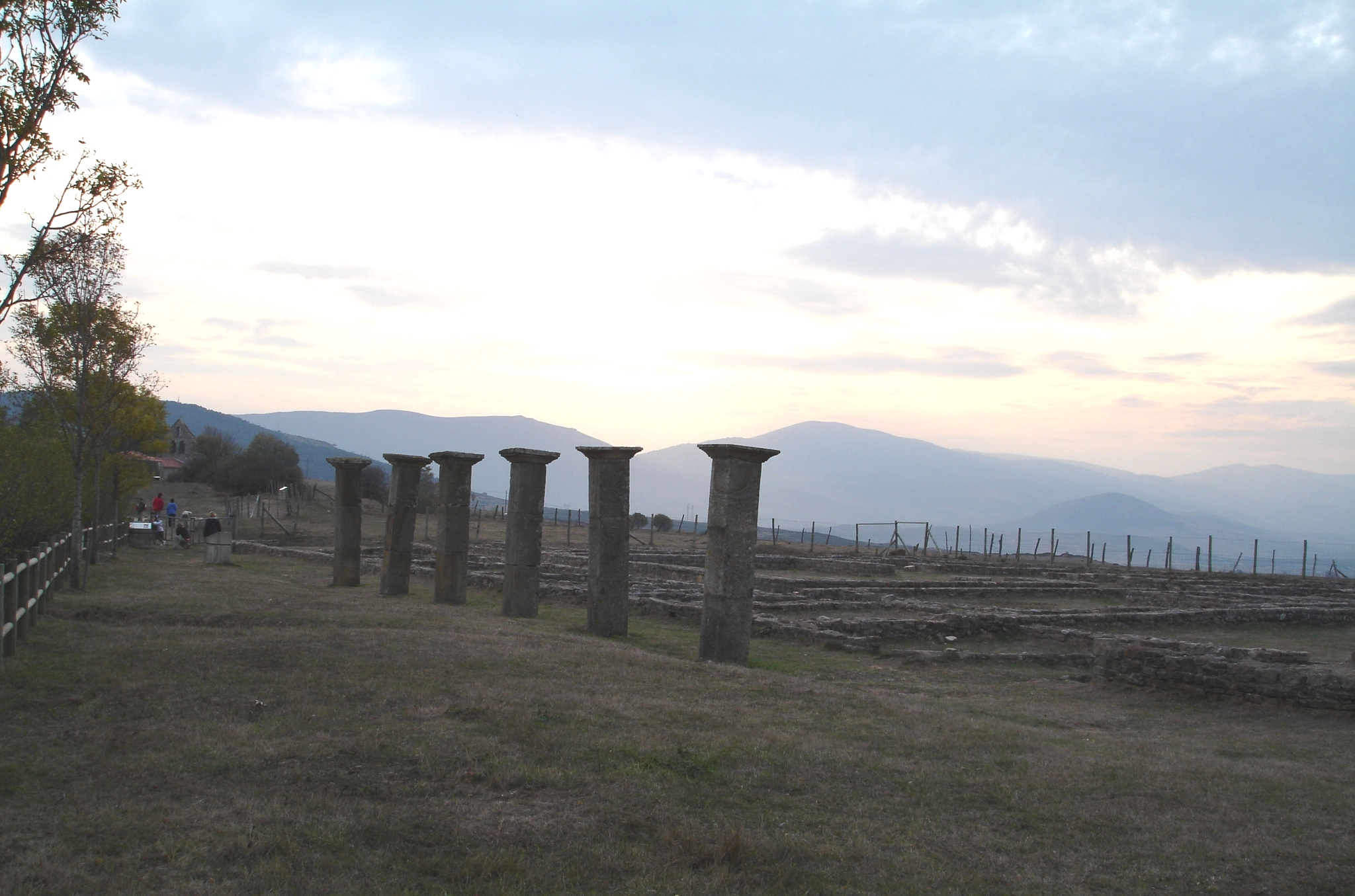
Detalle de las ruinas de Iuliobriga, la ciudad más importante de la Cantabria romana, apreciándose aún las columnas de los pórticos que marcaban su Decumanus Maximus.

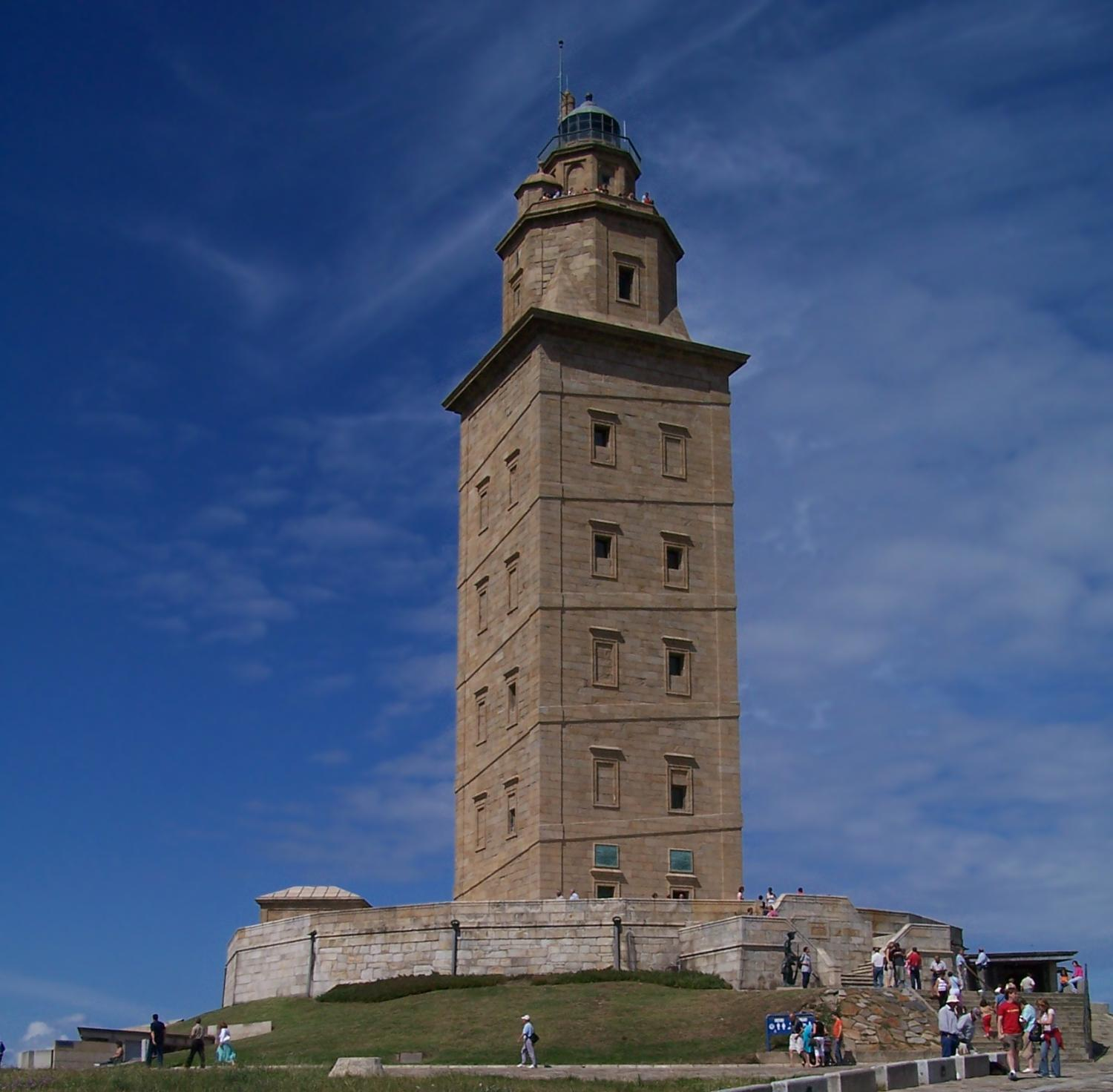
Torre de Hércules, faro romano construido en el en el Municipium Flavium Brigantium en La Coruña.

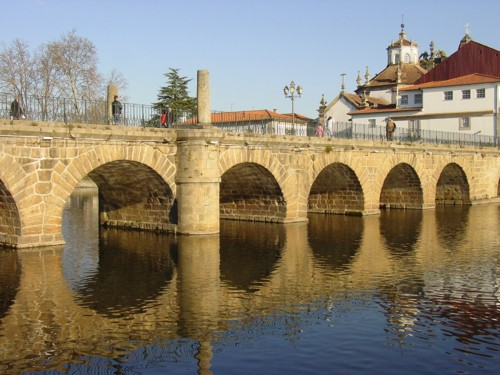
Puente de Trajano en Aqua Flaviae en el que la inscripción llamada cadrao dos pobos indica que su construcción fue sufragada por 10 comunidades de la zona y construido con ayuda de la Legio VII Gemina.

Las principales ciudades, de fundación romana ex novo o con origen griego —las menos— o prerromano, de la provincia Tarraconensis fueron:

#### Conventus Tarraconensis
- Tarraco (Tarragona), Colonia cesariana y de Augusto
- Barcino (Barcelona), Colonia de César y Augusto
- Iesso (Guisona, Lérida), Municipio Flavio
- Aeso (Isona y Conca Dellá, Lérida), Municipio Flavio
- Iulia Libica (Llivia, Gerona), Municipio de César
- Ausa (Vich, Barcelona), Municipio de Augusto
- Blanda/Blandae (Blanes, Gerona), Municipio de Augusto
- Baetulo (Badalona, Barcelona), Municipio de Augusto
- Iluro (Mataró, Barcelona), Municipio de César
- Emporiae (Ampurias, Gerona), Colonia de César
- Gerunda (Gerona), Municipio de Augusto
- Dertosa (Tortosa, Tarragona), Municipio de Augusto
- Valentia (Valencia), Colonia de Augusto
- Saguntum (Sagunto, Valencia), Municipio cesariano
- Edeta (Liria, Valencia), Municipio de Augusto

#### Conventus Caesaraugustanus
- Ilerda (Lérida), Municipio de Augusto
- Osca (Huesca), Municipio de Augusto
- Iaca (Jaca, Huesca), Municipio ¿?
- Labitolosa (La Puebla de Castro, Huesca), Municipio Flavio
- Caesar Augusta (Zaragoza), Colonia de Augusto
- Bílbilis (Calatayud, Zaragoza), Municipio de Augusto
- Turiaso (Tarazona, Zaragoza), Municipio de Augusto
- Celsa (Velilla de Ebro, Zaragoza), Colonia triunviral
- Bursau (Borja, Zaragoza), Municipio Flavio
- Arcobriga (Monreal de Ariza, Zaragoza)
- Osicerda (La Puebla de Híjar, Teruel), Municipio de Augusto
- Segontia (Sigüenza, Guadalajara), Municipio Flavio[12]
- Pompaelo (Pamplona, Navarra), Municipio bajo César
- Cara (Santacara, Navarra),
- Andelos (Mendigorría, Navarra),
- Vareia (Logroño, La Rioja), Municipio de Augusto
- Tritium Magallum (Tricio, La Rioja), Municipio Flavio
- Libia (Herramélluri, La Rioja), ¿Municipio Flavio?
- Graccurris (Alfaro, La Rioja), Municipio de Augusto
- Cascantum (Cascante, Navarra), Municipio de Augusto
- Calagurris (Calahorra, La Rioja), Municipio bajo César
- Oiasso (Irún, Guipúzcoa) ¿Municipio?
- Veleia (Iruña de Oca, provincia de Álava), Municipio de Augusto
- Ercavica (Cañaveruelas, Cuenca), Municipio de Augusto
- Complutum (Alcalá de Henares, provincia de Madrid), Municipio de Augusto

#### Conventus Carthaginensis
- Carthago Nova (Cartagena, Murcia), Colonia desde César
- Saetabi (Játiva, Valencia), Municipio de Augusto
- Illici (Elche, Alicante), Colonia de Augusto
- Dianum (Denia, Alicante), Municipio de Augusto
- Lucentum (Alicante), Municipio de Augusto
- Toletum (Toledo), Municipio de Augusto
- Begastri (Cehegín, Murcia), ¿Municipio Flavio?
- Libisosa (Lezuza, Albacete), Colonia de Augusto
- Salaria (Úbeda, Jaén), Colonia de Augusto
- Sisapo (Almodóvar del Campo, Ciudad Real), Municipio Augusteo
- Ilugo (Santisteban del Puerto, Jaén), Municipio Flavio
- Castulo (Linares, Jaén), Municipio desde César
- Acci (Guadix, Granada), Colonia de Augusto
- Valeria (Valeria, Cuenca), Municipio de Augusto
- Titulciam (Titulcia, Madrid), Municipio Flavio.
- Segobriga (Saelices, Cuenca), Municipio de Augusto

#### Conventus Cluniensis
- Flaviobriga (Castro-Urdiales, Cantabria), Colonia bajo Vespasiano
- Portus Victoriae Iuliobrigensium (Santander o Santoña (Cantabria)), ¿Municipio Flavio?
- Portus Blendium (Suances, Cantabria) ¿Municipio?
- Iuliobriga (Retortillo, cerca de Reinosa, Cantabria), Municipio flavio.
- Clunia (Peñalba de Castro, Burgos) Municipio de Tiberio y colonia bajo Vespasiano
- Occilis (Medinaceli, Soria), ¿Municipio Flavio?
- Numantia (Numancia, Soria), ¿Municipio Flavio?
- Tiermes (Montejo de Tiermes, Soria), Municipio bajo Tiberio
- Uxama argaela (El Burgo de Osma, Soria), Municipio bajo Tiberio
- Augustobriga (Muro de Ágreda, Soria), ¿Municipio Flavio?
- Palantia (Palencia), ¿Municipio Flavio?
- Pintia (Padilla de Duero, Valladolid), ¿Municipio?
- Intercatia (Montealegre de Campos, Valladolid), ¿Municipio Flavio?
- Albocela (Villalazán, Zamora) ¿Municipio Augusteo?
- Septimanca (Simancas, Valladolid)
- Rauda (Roa, Burgos), ¿Municipio Flavio?
- Deobrigula (Tardajos, Burgos), Municipio ¿Flavio?
- Virovesca (Briviesca, Burgos), ¿Municipio?
- Deobriga (Miranda de Ebro, Burgos) ¿Municipio de Augusto?
- Segisama Iulia (Sasamón, Burgos), Municipio Flavio
- Nova Augusta (Lara de los Infantes, Burgos), Municipio Flavio
- Cauca (Coca, Segovia), Municipio Flavio
- Confluenta (Duratón, Segovia), Municipio Flavio
- Segovia (Segovia), Municipio Flavio
- Brigeco (Dehesa de Morales de las Cuevas, Castro Gonzalo, Zamora), Municipio Flavio

#### Conventus Asturicensis
- Gigia (Gijón, Asturias), ¿Municipio Flavio?
- Lucus Asturum (Lugo de Llanera, Asturias)
- Flavionavia (¿Pravia?, Asturias), ¿Municipio Flavio?
- Asturica Augusta (Astorga, León), ¿Municipio de Augusto?
- Legio VII Gemina (León), cannaba de la Legio VI Victrix y después de la Legio VII Gemina
- Lancia (Villasabariego, León) Municipio Flavio
- Bedunia (San Martín de Torres, León)
- Bergidum Flavium (Cacabelos, León) Municipio Flavio
- Interamnium Flavium (Bembibre, León) Municipio Flavio
- Petavonium (Rosinos de Vidriales, Zamora), cannaba de la Legio X Gemina y del Ala II Flavia Hispanorum c. r. ¿Municipio?

#### Conventus Lucensis
- Ardobricum Caronium (La Coruña), Municipio Flavio
- Flavium Brigantium (¿La Coruña? , La Coruña), Municipio Flavio
- Iria Flavia (Padrón, La Coruña), Municipio Flavio
- Vicus Pacorum (Vigo, Pontevedra) Municipio Flavio
- Lucus Augusti (Lugo), ¿Municipio de Augusto?

#### Conventos Bracaraugustanorum
- Municipium Limicorum (Ginzo de Limia, provincia de Orense), Municipio Flavio
- Bracara Augusta (Braga, Portugal) ¿Municipio de Augusto?
- Aquae Flaviae (Chaves, Portugal), Municipio Flavio
- Cale y Portum Cale (Oporto, Portugal), ¿Municipio?

### Distribución de las guarniciones militares romanas en la provincia
Para poder garantizar el orden y seguridad de la provincia, terminadas las guerras cántabras (26-19 a. C.) quedaron establecidas en la provincia Tarraconensis tres legiones:
- La VI Victrix (hasta su traslado a Germania Inferior en 70 por orden de Vespasiano) en Legio (actual León).
- La X Gémina (hasta ser enviada a Pannonia en 63 por Nerón) en Petavonium (Rosinos de Vidriales, Zamora).
- La IV Macedónica (hasta ser transferida a Germania en 43 por orden de Claudio I) en Pisoraca (Herrera de Pisuerga, Palencia).

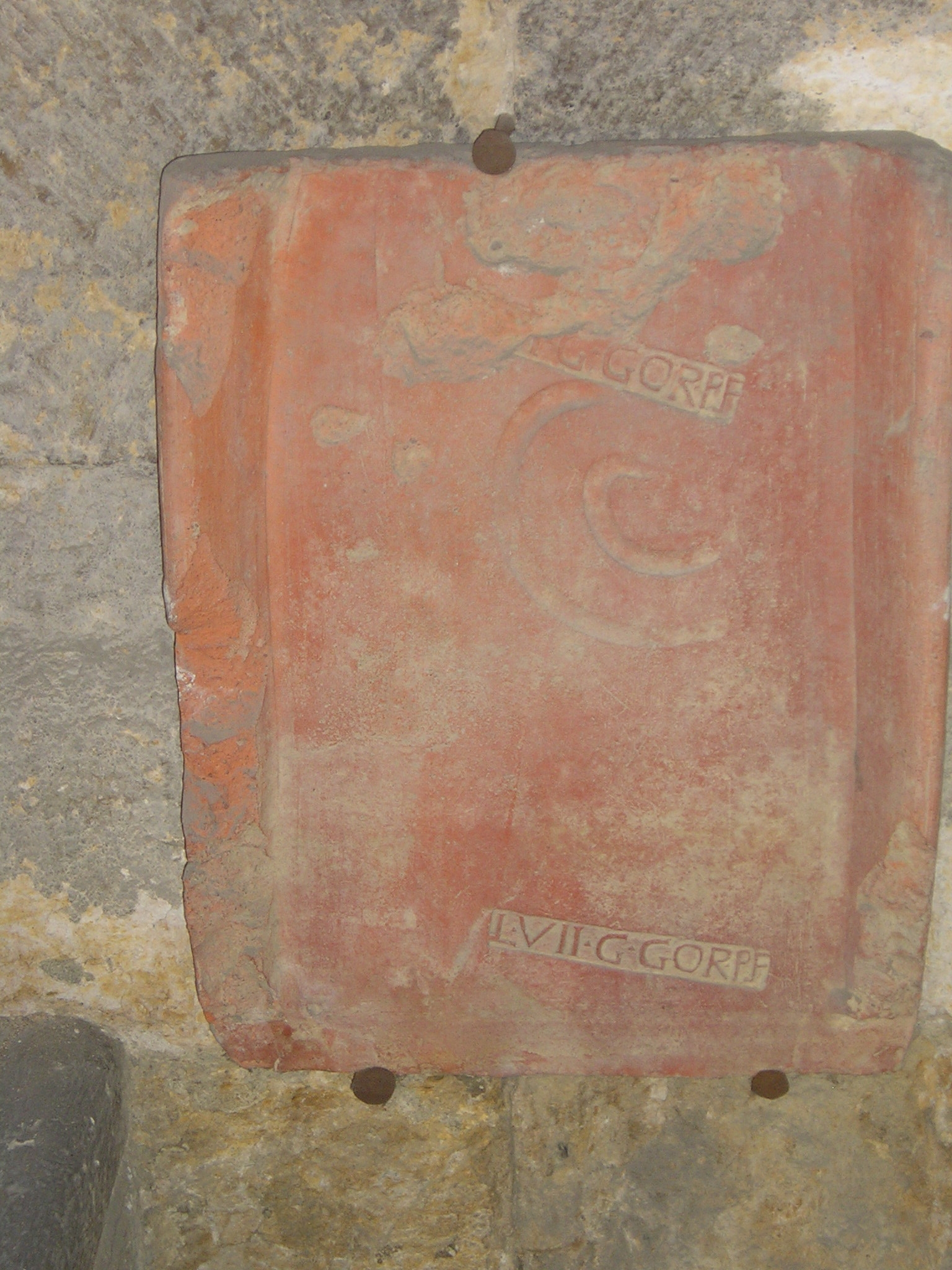
Ladrillo con la figlina L(egio) VII G(emina) GORD(iana) P(ia) F(elix), procedente de Legio, que indica la presencia de la VII Gemina a mediados del en la Tarraconensis.

Hispania bajo Adriano (117-138), con la situación del castra legionis VII Geminae, de los principales lugares de extracción de metales preciosos y de las principales calzadas.

Estas legiones estuvieron complementadas por varias unidades auxiliares, como el Ala Parthorum, o la Cohors IV Gallorum, aunque es muy difícil conocer exactamente cuántas de estas unidades formaron parte de la guarnición peninsular y cuáles eran exactamente.
En el año 68, según nos informa Suetonio, Galba disponía en la provincia de una legión, la VI Victrix, de dos alas de caballería y tres cohortes de infantería. Para reforzar sus tropas reclutó una nueva legión, la futura VII Gemina y un número similar de unidades auxiliares, de entre las que destacaron las cohortes de Vascones, aunque todas estas unidades le siguieron en su marcha hacia Italia para hacerse con la púrpura imperial.
En 69, por orden de Vitelio, la Legio X Gemina regresó a la península ibérica, acompañada por la Legio I Adiutrix, y, aunque ignoramos dónde fueron asentadas exactamente, posiblemente fueron acantonadas en la Baetica y la parte sudoriental de la Tarraconensis para prevenir una posible invasión desde el Norte de África, controlado por Lucio Clodio Macro; de todas formas, ambas legiones, junto con la VI Victrix, abandonaron el partido viteliano y se declararon partidarias de Vespasiano, quien las envió rápidamente a Germania Inferior para aplastar la revuelta de Civilis.
Posteriormente, en el año 74, Vespasiano ordenó que, en León, sobre el antiguo campamento de la Legio VI Victrix, estableciese sus reales la Legio VII Gemina, que sirvió de guarnición permanente en la provincia hasta comienzos del siglo V.

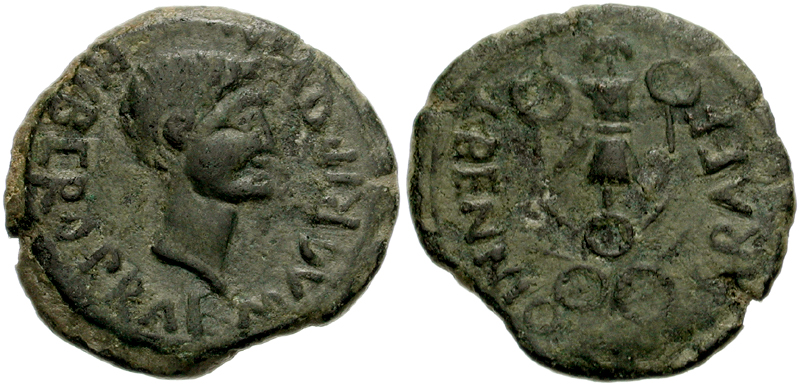
Semis emitido por la ceca de Carthago Nova bajo el imperio de Augusto dedicado a M. Vipsanio Agrippa, con un trofeo en su reverso, señalando la importante contribución del yerno de Augusto en la victoria sobre cántabros y astures. La moneda, por sí misma, indica la pujanza económica de la provincia y de la región minera cartagenera.

Esta última unidad destinó una serie de vexillationes en diferentes partes de las provincias hispanas de la siguiente manera:
- Tarraco al servicio del gobernador de la provincia Tarraconensis
- Augusta Emerita a las órdenes del gobernador de la provincia Lusitania
- En la zona minera del Bierzo, para la supervisión de la extracción de oro y su transporte
- En la zona minera del norte de Portugal, para el apoyo a la explotación aurífera y su transporte
- En Tritium Magallum (Tricio, La Rioja) para el portorium de este centro alfarero
- En Lucus Augusti (Lugo) para su portorium
- En Segisama (Sasamón, Burgos) para la statio de control de la vía de Legio a Burdigala.

Adscritas a la Legio VII Gemina, desde, al menos, el último cuarto del siglo I, estuvieron cinco unidades auxiliares, un ala de caballería, dos cohortes equitatae y dos cohortes peditatae, que fueron las siguientes:
- Ala II Flavia Hispanorum civium romanorum, acantonada en Petavonium (Rosinos de Vidriales, Zamora).
- Cohors I Celtiberorum Equitata civium romanorum, con base en Sobrado dos Monxes (La Coruña), en el territorio del Municipum Flavium Brigantia.
- Cohors I Galica Equitata civium romanorum, acampada en Pisoraca, (Herrera de Pisuerga, Palencia).
- Cohors III Lucensium, con sus reales en Lucus Augusti (Lugo).
- Cohors II Galica, destacada en el desconocido ad cohortem Galicam.

De esta forma, durante los siglos II a V la guarnición máxima de tropas regulares romanas en Hispania no sobrepasaba los 7712 soldados entre legionarios y auxiliares, para controlar y defender los 582 925 km² de la península ibérica.

## Historia de la Tarraconense

### Antecedentes
La provincia Hispania Citerior Tarraconensis de época augústea nació como directa sucesora de la provincia Hispania Citerior de época republicana. Sus antecedentes, como el de toda la reorganización augústea de Hispania, hay que buscarlos en la división entre los tres legados de Pompeyo en Hispania en el momento final de la República, inmediatamente antes de la guerra civil con César. Aunque el gobernador de las dos provincias hispanas era Pompeyo, como resultado de los acuerdos del primer triunvirato con César y Craso, prefirió permanecer en Roma controlando los asuntos de la Vrbs, por lo que delegó el gobierno de Hispania en tres legati de la siguiente forma:
- Lucio Afranio en la Hispania Citerior con tres legiones
- Marco Petreyo en la parte oriental de la Hispania Ulterior con dos legiones
- Marco Terencio Varrón Lúculo en el occidente de la Hispania Ulterior con dos legiones

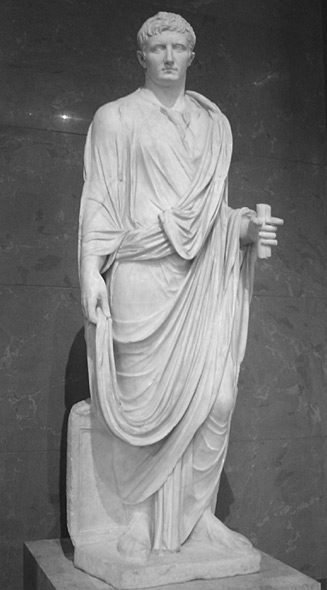
Augusto con toga como cónsul, vestimenta que debió utilizar en 27-26 a. C. durante su estancia en Tarraco.

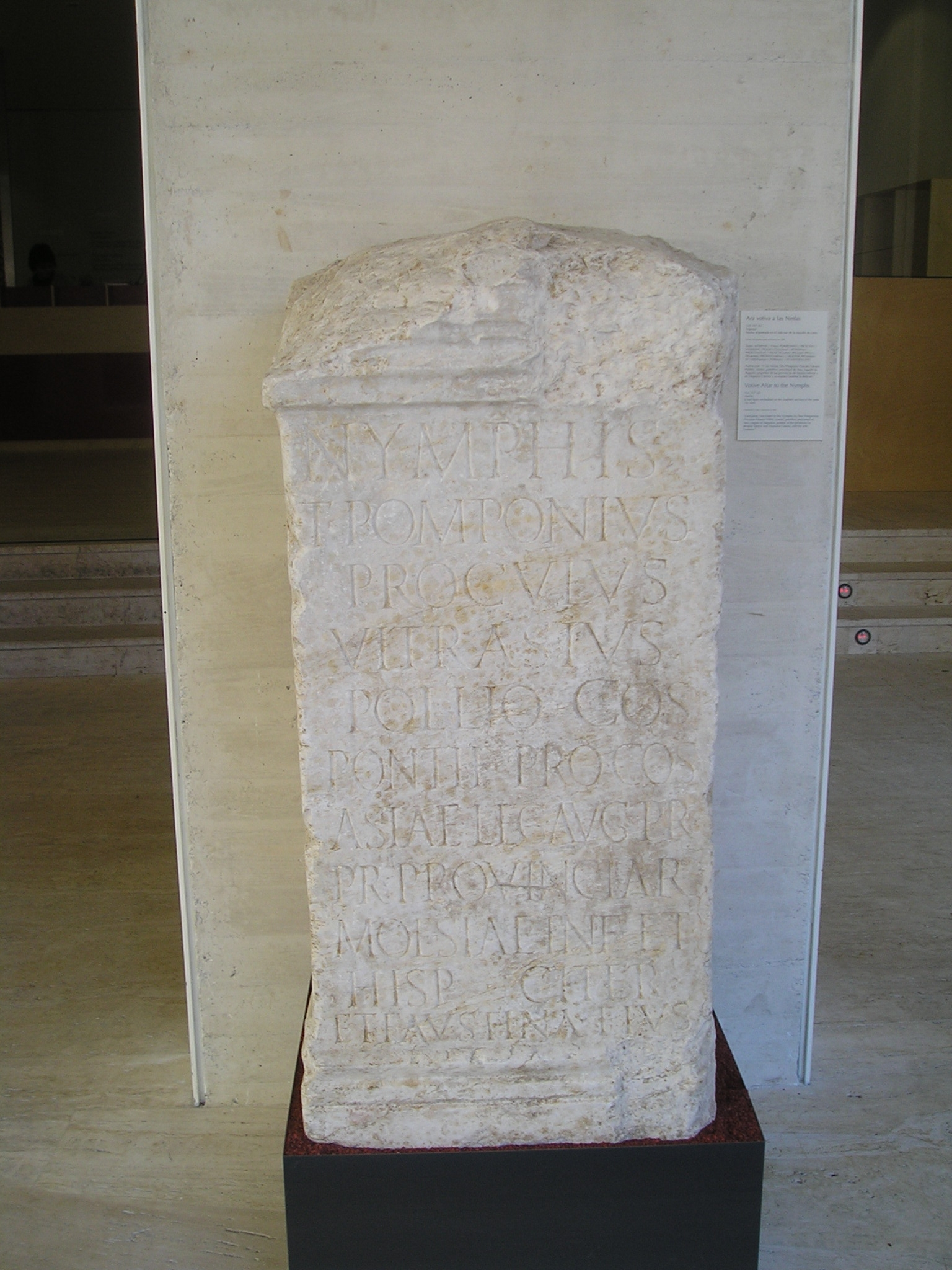
Inscripción procedente de Legio dedicada a Tito Pomponio Próculo Vitrasio Pollio, quien fue gobernador de la Tarraconensis en el, y cuya carrera demuestra fehacientemente el rango consular de la provincia.

Terminadas las guerras civiles, esta división ensayada por Pompeyo, fue consolidada por Augusto en el año 27 a. C., que estableció formalmente las tres provincias con los nombres de Hispania Citerior Tarraconensis, Hispania Vlterior Lusitania, y Hispania Vlterior Baetica. Las dos primeras eran provincias imperiales mientras que la tercera era una provincia senatorial.
La creación de estas nuevas provincias fue realizada para poder afrontar la incorporación al territorio romano de las últimas zonas independientes de la península, habitadas por galaicos, cántabros y astures, de forma que Augusto se reservó para su mando directo las zonas habitadas por estos pueblos, aunque en el caso de la Tarraconense, engañó al Senado al incluir en una provincia militarizada y con serias amenazas bélicas una serie de comarcas pacificadas e intensamente urbanizadas y romanizadas, formadas por el valle del Ebro, las costas del Levante, y las zonas de Andalucía no pertenecientes al valle del Betis, pero en la que se incluían las zonas mineras de Sisapo, de Castulo y del sureste.
La provincia Tarraconense sirvió así como base para la anexión al Imperio de los cántabros durante las guerras astur-cántabras entre 27 a. C. y 19 a. C., residiendo el propio Augusto en 27-26 a. C., en Segisama (Sasamón, Burgos), y en Tarraco, donde llegó a recibir una embajada procedente de la India. Durante esta estancia peninsular estuvo acompañado por su sobrino y yerno Marcelo y por su hijastro y futuro emperador Tiberio, quienes sirvieron como tribunos militares en el frente cántabro, iniciando con esta campaña su dilatada carrera de armas.
El nombre de la provincia le fue dado por el de su capital, la Colonia Urbs Triumphalis Tarraco, completando la denominación republicana de Hispania Citerior. Sus límites fueron modificados en 12 a. C., al incorporar las zonas de galaicos y astures procedentes de la provincia Lusitania, y que, tal vez antes, habían conformado una efímera provincia Transduriana, y la zona minera en torno a Castulo, procedente de la provincia senatorial Baetica. El objetivo de Augusto con esta reorganización fue el de conseguir que todas las tropas romanas de guarnición en Hispania estuviesen al mando de un solo Legado Imperial, el de la Tarraconensis, y que las principales zonas mineras, que proporcionaban al tesoro imperial metales preciosos –oro del Macizo Galaico-Leonés y plata de Sierra Morena–, estuviesen bajo el control directo de la administración imperial, con un fácil acceso marítimo hacia Italia y Roma, lugar en el que se encontraban los talleres de amonedación, puesto que la emisión de Aureus de oro y Denarii de plata era exclusivo privilegio imperial, y se realizaba mayoritariamente en la Urbe.

### La labor de los emperadores Julio-Claudios y Flavios: pacificación y romanización
Augusto, además de crear la provincia y definir sus límites, siguiendo las directrices fijadas por su tío abuelo y padre adoptivo Julio César, concedió a numerosas comunidades de esta provincia el estatuto privilegiado, bien de colonia –las menos– bien de municipio, romano o latino antiguo, especialmente en la costa del Levante, la zona procedente de la Bética añadida a la provincia en 12 a. C., y en el Valle del Ebro, con algunas fundaciones en las dos submesetas y la zona noroeste, mientras que regularizó la situación del resto de las entidades políticas no privilegiadas como civitates o como populi que tenían la condición de civitas stipendiaria o comunidad sometida a tributo, con una organización interna susceptible de ser intervenida directamente por el gobernador provincial.
Esta política fue continuada por Tiberio, quien, aumentó el número de municipios privilegiados en la submeseta norte.

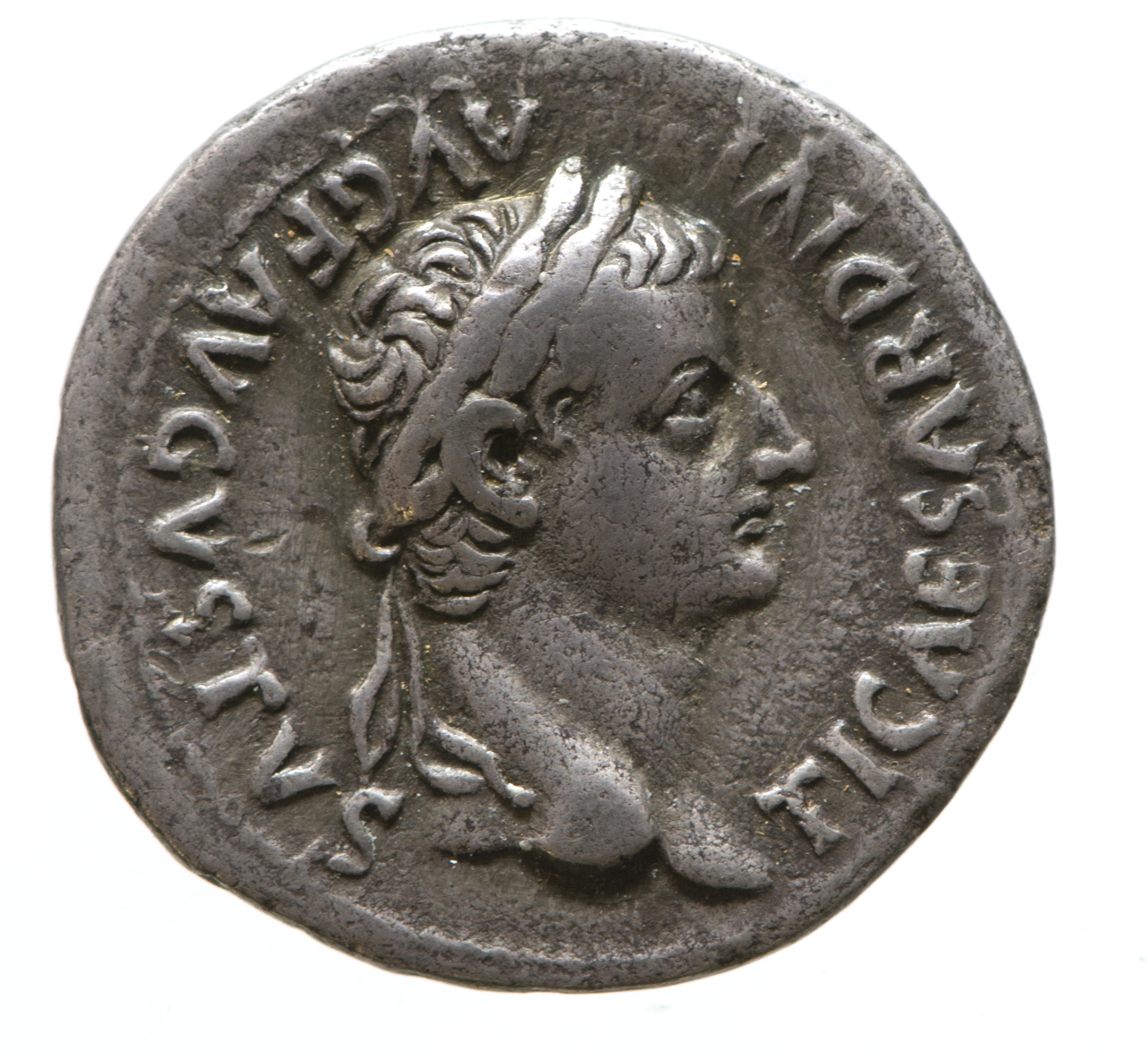
Denario de Tiberio. La introducción de la moneda romana en toda la Tarraconensis permitió a sus habitantes entrar en los circuitos comerciales del mundo mediterráneo.

Desde Augusto hasta Nerón, las intervenciones imperiales permitieron la regularización de los viejos caminos prerromanos y su conversión en vías perfectamente señalizadas, que vertebraron el territorio provincial, y permitieron a sus habitantes el contacto con la cultura romana –el latín se transforma en la lengua común provincial rápidamente, y se hablaba ya casi exclusivamente a mediados del siglo I– y el acceso a circuitos económicos más desarrollados, con economía monetaria y la llegada de productos de importación, como cerámicas de lujo Aretinas bajo Augusto y Tiberio o Terra Sigillata Subgálica entre Calígula y Vespasiano.
Los resultados de la labor imperial en la provincia fueron los de una efectiva pacificación, solamente rota bajo Nerón con un conato de rebelión de los astures, fácilmente sofocada por el primus pilus de la Legio VI Victrix, lo que permitió reducir progresivamente la guarnición legionaria de la provincia. Así, bajo Calígula y Claudio se trasladó en 42–43 a la Legio IV Macedonica a Germania, y bajo Nerón, en 63 la Legio X Gemina fue enviada a Panonia.

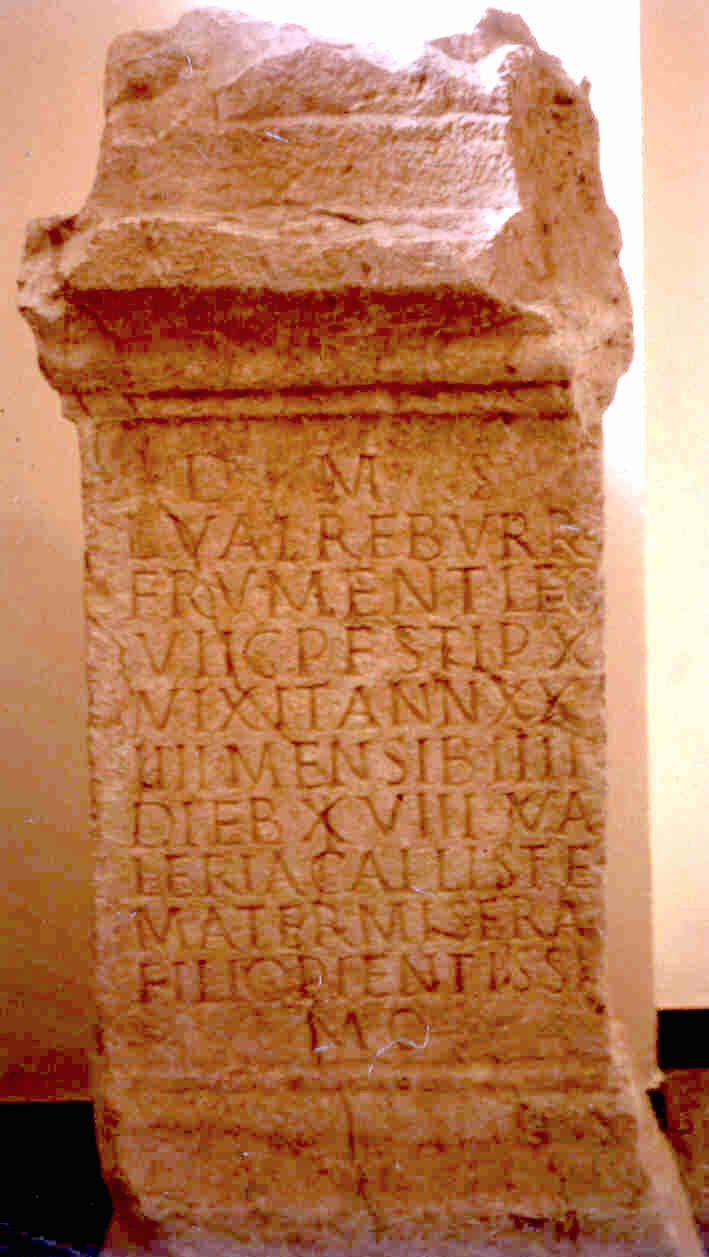
Eptafio de L. Valerius Reburrinus, frumentarius de la VII Gemina destacado en el officcium del gobernador provincial en Tarraco bajo Septimio Severo.

En el año 68, la provincia estaba gobernada por Servio Sulpicio Galba, quien fue invitado por Vindex desde la Galia Narbonense a sublevarse contra Nerón, lo que Galba hizo tan pronto como tuvo noticia de que Nerón había decidido su muerte, y utilizó como coartada, según nos informa Suetonio, un oráculo de una joven vidente de dos siglo antes, que profetizaba que el nuevo señor del mundo saldría de Clunia.
Así, se proclamó emperador en Clunia, y, contando con el apoyo del gobernador de la Lusitania, el futuro emperador Otón, como primera medida, procedió a reforzar el ejército de la provincia, formado por la Legio VI Victrix y por dos Alae de caballería y tres Cohortes de infantería, reclutando varias unidades auxiliares, al menos tres cohortes de vascones, y la Legio VII Galbiana, para partir después hacia Roma y ocupar el poder.
Asesinado Galba, la provincia fue partidaria sucesivamente de Otón y de Vitelio, y, por último, de Vespasiano.
Bajo Vespasiano, el grado de romanización de la provincia, y de toda Hispania era tal, que este emperador pudo promulgar el Edicto de Latinidad de 74, lo que permitió a numerosas comunidades urbanas de la provincia transformarse en municipios de derecho latino durante su reinado y el de sus hijos y sucesores, Tito y Domiciano.
Vespasiano decidió, también, que la provincia debía mantener una reducida guarnición militar, formada por la Legio VII Gemina Felix y sus unidades auxiliares, orientada fundamentalmente al apoyo de las labores del gobierno provincial, a labores policiales, y a la ayuda técnica y custodia de las explotaciones de metales preciosos de la provincia.

### Flavios y Antoninos: La paz provincial y el desarrollo económico

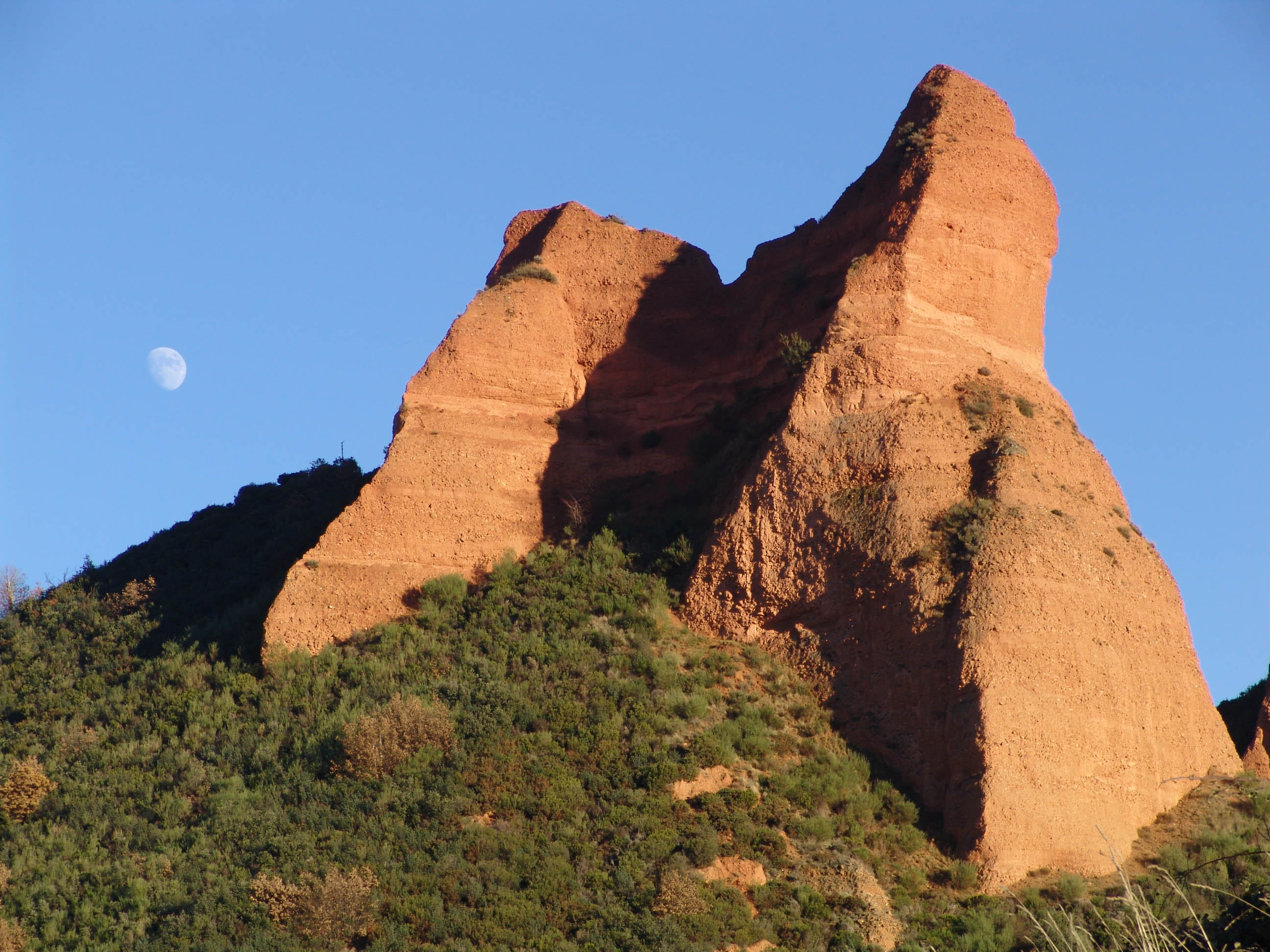
Explotaciones auríferas de Las Médulas por el procedimiento de la ruina montium.

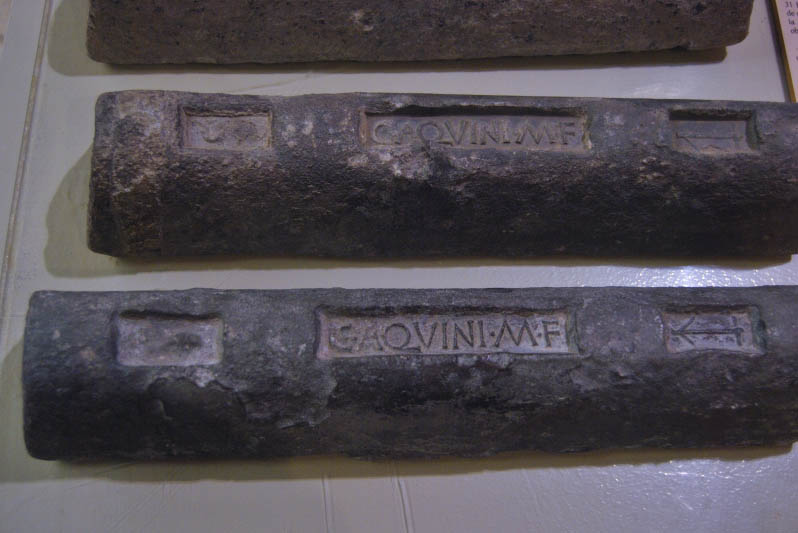
Lingotes de plomo procedentes de las minas de Carthago Nova. Museo Arqueológico Municipal de Cartagena.

Sin duda, uno de los intereses primordiales de Roma en Hispania fue extraer provecho de sus legendarias riquezas minerales, arrebatadas a Cartago. Tras el final de la segunda guerra púnica, se encomendó a Publio Escipión «el Africano» la administración de Hispania, prestando una especial atención a la minería. Con estos antecedentes, no es extraño que, a lo largo del siglo I y del siglo II, la provincia proporcionase una importante aportación de metales preciosos al tesoro imperial, a través de las explotaciones auríferas del Noroeste, fundamentalmente de El Bierzo y del Norte de Portugal, y de las argentíferas de Cástulo y Sierra Morena, el antiguo Mons Marianum, explotaciones de las que también se obtenía plomo, remitido a Italia en lingotes junto con los metales preciosos.
En torno a Carthago Nova (actual Cartagena) y Mazarrón, en la Región de Murcia se continuó practicando la minería de plata, plomo, hierro, cinc y otros minerales, actividad que venía realizándose desde tiempos de los fenicios, como atestiguan la gran cantidad de pecios cargados con lingotes de mineral encontrados en la costa murciana. En este capítulo minero, también merece la pena reseñar la explotación de los yacimientos de hierro del País Vasco y de Navarra, y del Sistema Ibérico.
Así mismo, los romanos explotaron los yacimientos de cinabrio de Sisapo (La Bienvenida, Almodóvar del Campo, Ciudad Real) para obtener mercurio, destinado, entre otros usos, a la fabricación de cosméticos, y también extrajeron de las canteras de la zona de Segóbriga (Saelices, Cuenca) el lapis specularis, una variante de yeso traslúcido susceptible de ser cortado en láminas para servir como vidrios de ventanas.
El capítulo de materias primas se cierra con la explotación de salinas, como, por ejemplo, en Poza de la Sal (Burgos), Peralta (Huesca) o Atienza (Guadalajara).

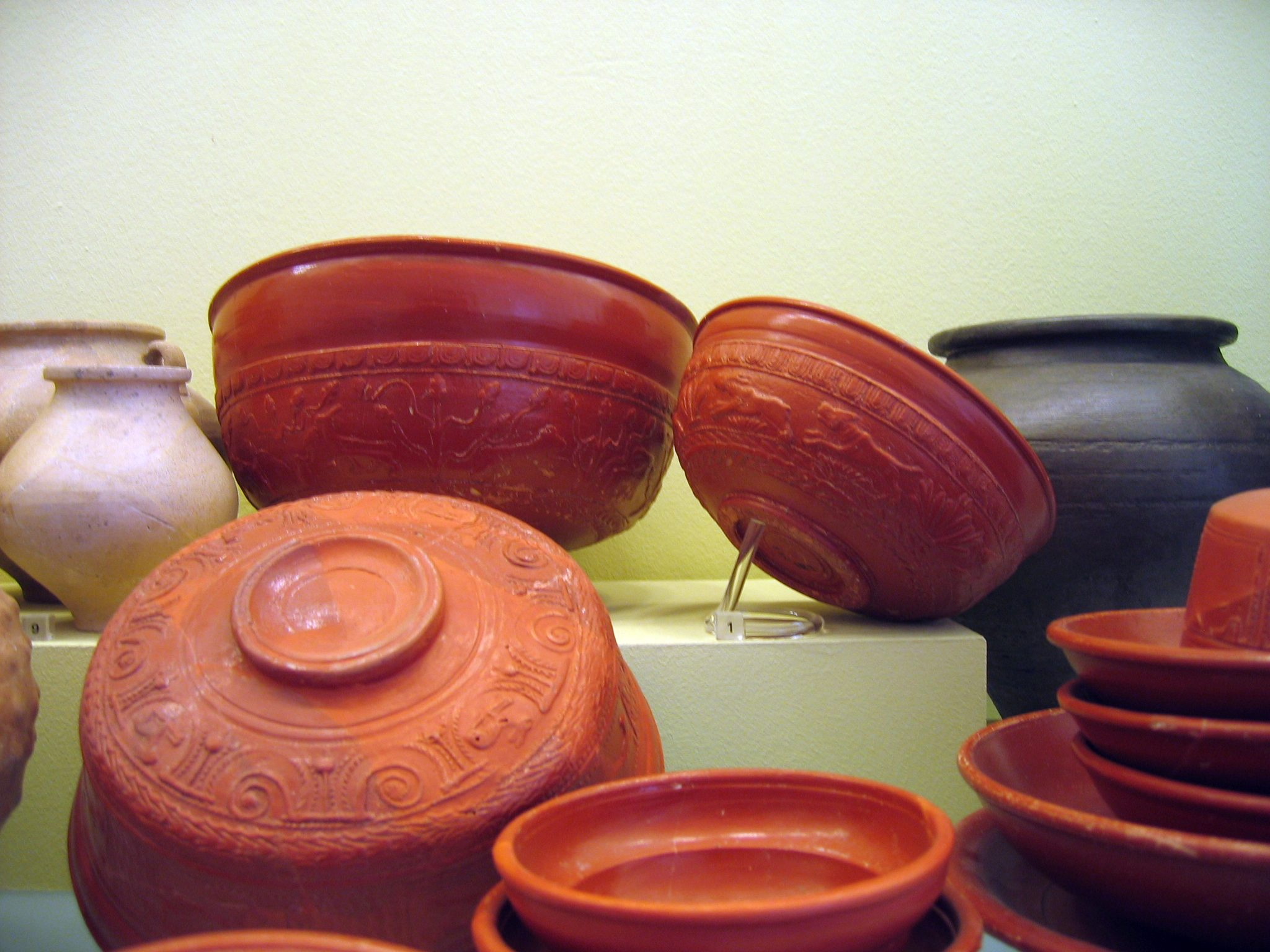
Conjunto vasos de terra sigillata hispanica producidos en los alfares de Tritium Magallum durante el.

La provincia, a partir de los años 70, en la zona de La Rioja, con centro en el Municipium Tritium Magallum (Tricio), mantuvo un importantísimo centro de producción alfarera, que perduraría hasta bien entrado el siglo VI, fabricando la cerámica de lujo terra sigillata hispana, que fue distribuida por toda la península, el Norte de África, la Galia, Britania y el limes renano. El movimiento económico generado fue tan importante que en Tricio existió un portorium para recaudar el impuesto llamado centessima rerum venalium.
En el capítulo de la producción cerámica, merece la pena reseñar también los alfares de cerámica común de Melgar de Tera (Zamora), que empezaron a funcionar en el siglo I en relación con el abastecimiento de las tropas imperiales acantonadas en Petavonium, y con la venta de alfarería a la población civil del entorno. Sus producciones alcanzaron Legio y estuvieron en funcionamiento hasta el siglo IV. También destacaron las instalaciones de producción de terra sigillata hispana y cerámica pintada de tradición celtibérica de Uxama Argaela (Burgo de Osma-Ciudad de Osma, Soria), cuya distribución abarcó todo el Valle del Duero y la parte Oriental del Valle del Ebro.

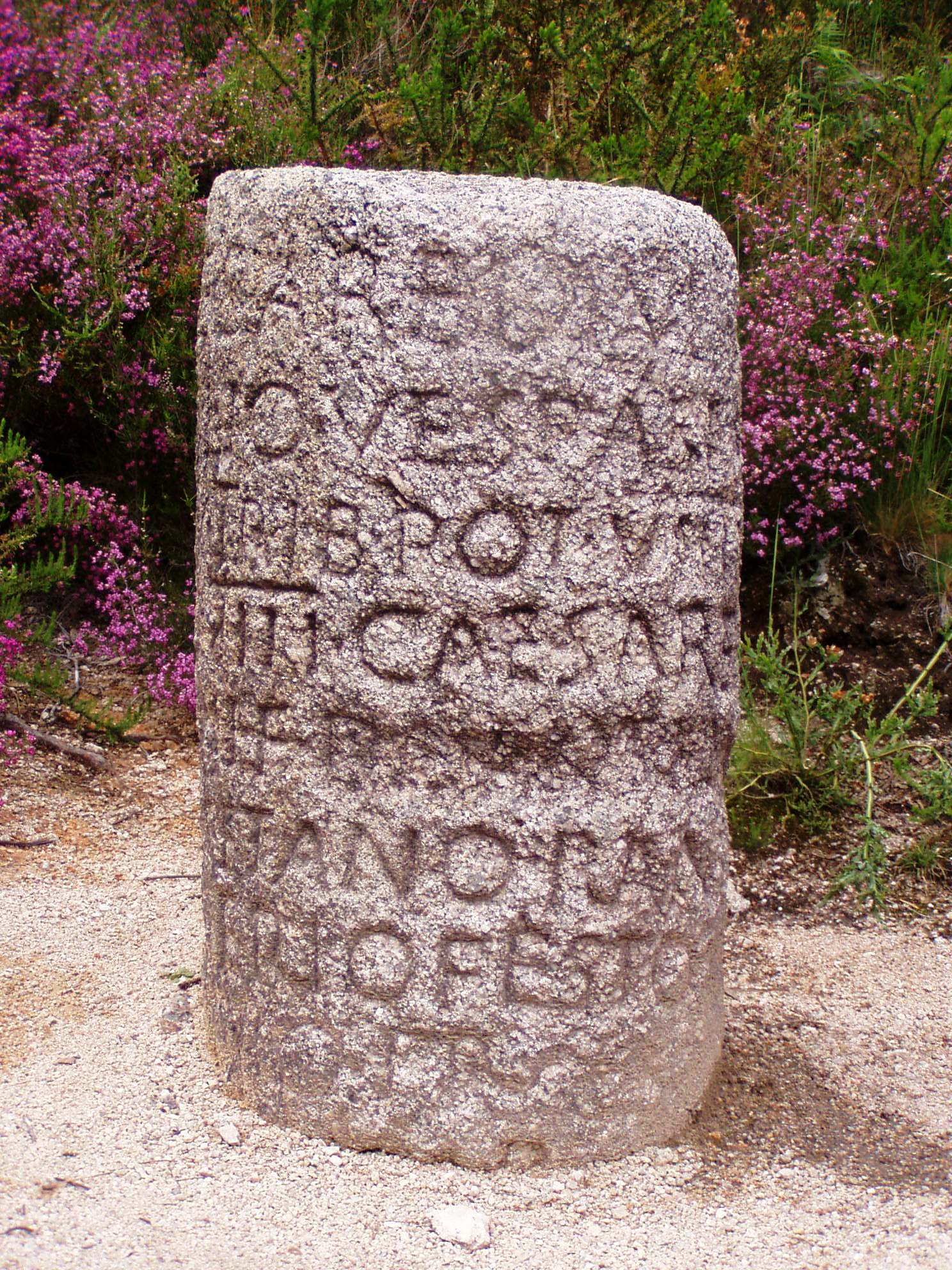
Miliario de Geira en la Vía XVIII de Bracara Augusta a Asturica Augusta.

La agricultura de tipo mediterráneo —olivar, viñedo y cereal— fue especialmente floreciente en todas las comunidades de la zona levantina, destacando la articulación de una importante zona de regadío en la parte media del valle del Ebro, entre Vareia y Caesar Augusta, como prueban el Bronce de Agón y los importantes restos de infraestructuras hidráulicas documentados en toda esta zona.
En la zona de las dos Submesetas, por su parte, el cultivo predominante fue el cerealístico, junto con la ganadería trashumante, que hundía sus raíces en época prerromana. La explotación agrícola mejoró notablemente respecto a la época anterior gracias a la abundancia de hierro y de herramientas hechas con este material, aperos que desplazaron a los mucho más primitivos prerromanos.
A ello se sumaba la explotación del bosque original de la zona, principalmente encinares y pinares, que fueron masivamente talados para proporcionar materiales de construcción y combustible, y para roturar nuevas superficies cultivables.
En la zona de Carthago Nova se practicó el cultivo del esparto, utilizado para la fabricación de cordámenes para diversos usos, entre otros, el de los barcos, por lo que la ciudad fue conocida también como Carthago Spartaria, ya en el s. VI.
También fue importante la industria de salazones localizada arqueológicamente en el actual Parque del Castro en Vigo, la antigua Vicus Spacorum, y en el yacimiento de la Campa de Torres en el actual Gijón, la antigua Gigia, ya que la producción de la salsa llamada garum fue una de las principales actividades económicas del litoral atlántico peninsular, siendo estos establecimientos vigués y gijonés los más septentrionales.

Principales Calzadas de Hispania.

A lo largo de los dos primeros siglos del Imperio, toda la provincia fue vertebrada con la construcción de numerosas calzadas. En muchos casos, la intervención imperial consistía en pavimentar, levantar puentes, y mejorar el trazado de antiquísimas vías de comunicación prerromanas, que, muchas veces, se remontaban a la Edad del Bronce.
El trazado de las vías era encargado por el emperador a través del gobernador provincial a ingenieros y soldados pertenecientes a la guarnición de la provincia, y su ejecución se encomendaba a militares y obreros civiles en proporción desconocida, permitiendo a determinadas ciudades de la provincia sufragar en todo o en parte algunas grandes obras, como los puentes, como ocurre en Aquae Flaviae con el puente sobre el río Támega. Posteriormente a su construcción, las vías eran mantenidas regularmente y, a veces, especialmente en el siglo II, se realizaban intervenciones mayores, que quedaban reflejadas en los miliarios con las expresiones refecit o restituit.
Las vías secundarias, a veces pavimentadas, solían ser ejecutadas por las comunidades limítrofes beneficiadas por ellas, aunque tampoco era extraña la intervención del poder imperial, a través del legado de la provincia, en su mejora y construcción.
Las tres vías más importantes de la Tarraconensis fueron:
- La vía que unía Asturica Augusta con Tarraco, la capital provincial, por el valle del Ebro.
- La vía Ab Asturica Burdigalam que unía Asturica Augusta con Burdigala (Burdeos, Francia) por Oiasso (Irún, Guipúzcoa).
- La importante Vía Augusta, que comenzaba en los Pirineos, en Iuncaria (La Junquera, Gerona), enlazando con la Vía Domitia de la Galia Narbonense y descendía por toda la costa levantina en dirección a la Baetica.

También destacaban un ramal de la calzada de Asturica a Tarraco que seguía el Valle del Duero y buscaba el del Ebro por la depresión del Jalón, la calzada que comunicaba Tarraco con Augusta Emerita a través de Complutum, las tres vías que comunicaban Asturica Augusta con Bracara Augusta y con Lucus Augusti, la calzada paralela a la costa cantábrica, desde Brigantium (La Coruña) hasta Oiasso (Irún), la vía que unía Caesar Augusta con Summo Pyrenaeo (Somport, Huesca), y buena parte de la Vía de la Plata, desde su origen en Asturica Augusta hasta el límite con la provincia Lusitania.

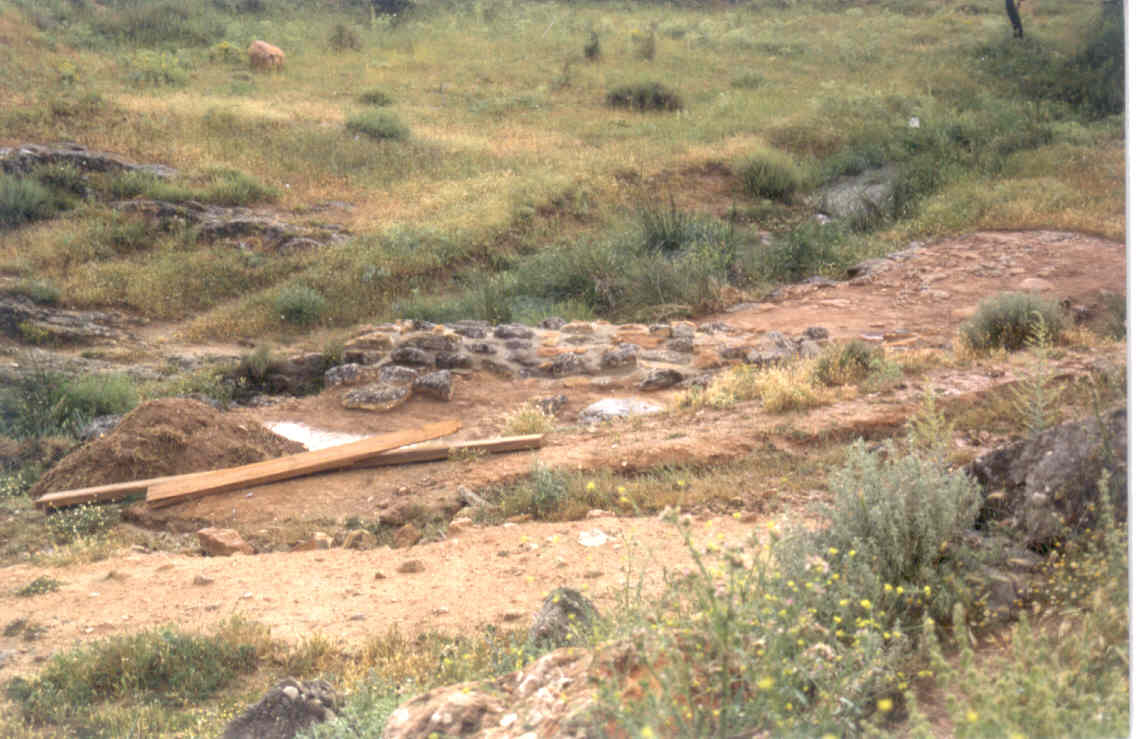
Calzada romana de Asturica Augusta a Tarraco por Clunia y Caesaraugusta a su paso cerca de Uxama Argaela.

Por su parte, el importante comercio marítimo en el Mare Nostrum —el Mediterráneo— con dirección a la Galia Narbonense, Italia y el oriente del Imperio, utilizó, fundamentalmente, los siguientes puertos:
- Tarraco, la capital provincial.
- Dertosa (Tortosa, Tarragona), a través del cual se enviaba a Roma el oro obtenido en la provincia, y donde la Classis Misenate mantuvo una estación permanente, y en el que concluía la navegación fluvial del valle del Ebro, que comenzaba en Vareia y permitía enlazar con el Cantábrico a través de la vía de las cinco villas.
- Carthago Nova, a través del cual se remitía a Italia la plata y el plomo de Sierra Morena.

En el Cantábrico, el puerto más importante fue el de Oiasso (Irún, Guipúzcoa), a través del cual se transportaban los productos del Valle del Ebro y el hierro de los montes vascos hacia la Galia, Britania y Germania Inferior. La prueba de la existencia de un importante tráfico marítimo por este mar, tanto local, como procedente de la vecina provincia Lusitania, fue la construcción junto al Municipium Flavium Brigantium de un importante y monumental faro, que conocemos con el nombre de Torre de Hércules.

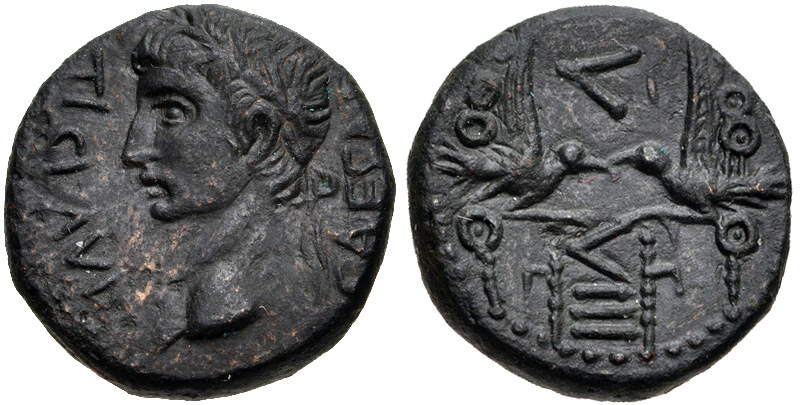
As de Claudio. Las escasas emisiones imperiales de moneda fraccionaria fueron "completadas" en Hispania con imitaciones locales, lo que permitió mantener una activa fase de expansión económica.

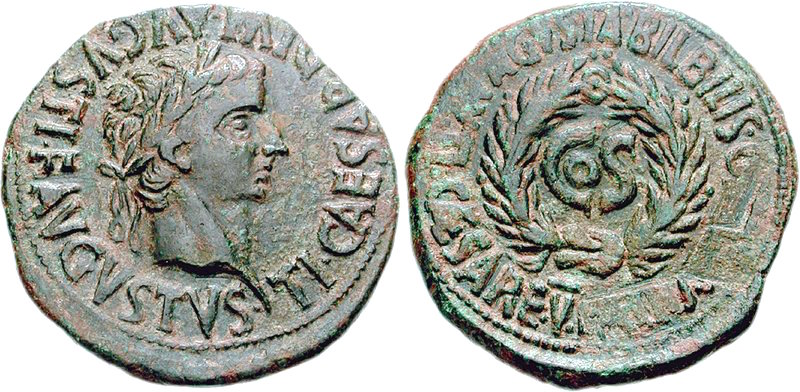
Moneda del Municipium Augusta Bilbilis con damnatio memoriae de Lucio Elio Sejano acuñada bajo Tiberio para conmemorar el consulado de Sejano.

La provincia Tarraconensis también aportó numerosas unidades auxiliares al ejército imperial, reclutadas normalmente de entre los pueblos de la Submeseta Norte, y el Noroeste, como arévacos, vascones, cántabros, astures o galaicos, o, de forma más general e imprecisa, llamadas con el apelativo de Hispanorum, que formaron numerosas cohortes peditatae y equitatae y alae de caballería, especialmente con los Julio-Claudios, con los Flavios y bajo Trajano.
Bastantes municipia y coloniae de la provincia, siguiendo una tradición iniciada en el período de conquista y fomentada por las autoridades romanas, emitieron moneda de bronce —ases, dupondios y semises— con permiso imperial bajo los emperadores Augusto, Tiberio y Calígula, y, ya como monedas de imitación o falsificaciones toleradas, bajo Claudio I, lo que indica una profundización temprana de la economía monetaria en toda la provincia y una gran necesidad de moneda fiduciaria para pequeñas transacciones.
Esta monetarización se ve corroborada por la gran cantidad de moneda imperial que aparece en los diferentes yacimientos arqueológicos de la provincia, cuya cronología empieza con los inicios del Imperio y alcanza el reinado de los emperadores Teodosio I, Honorio y Arcadio, lo que indica una importante circulación monetaria, que se corresponde con una actividad económica floreciente e intensa, aunque de mayor importancia en el valle del Ebro y Levante que en el resto de la provincia.

### Modificaciones territoriales e invasión de la provincia en elsigloIII

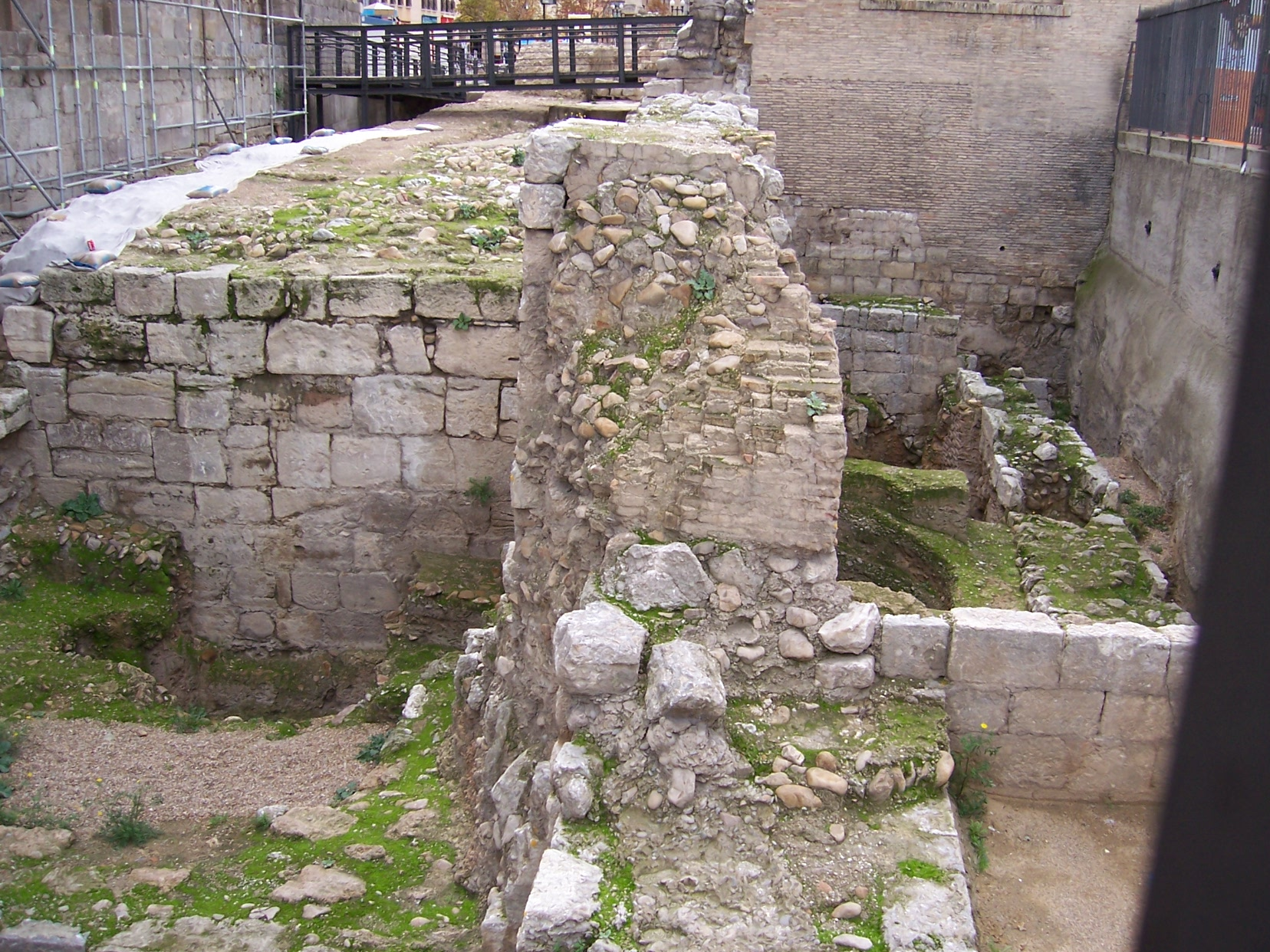
Ruinas de la muralla romana de Caesaraugusta, edificadas bajo Augusto y reforzadas en el y en el.

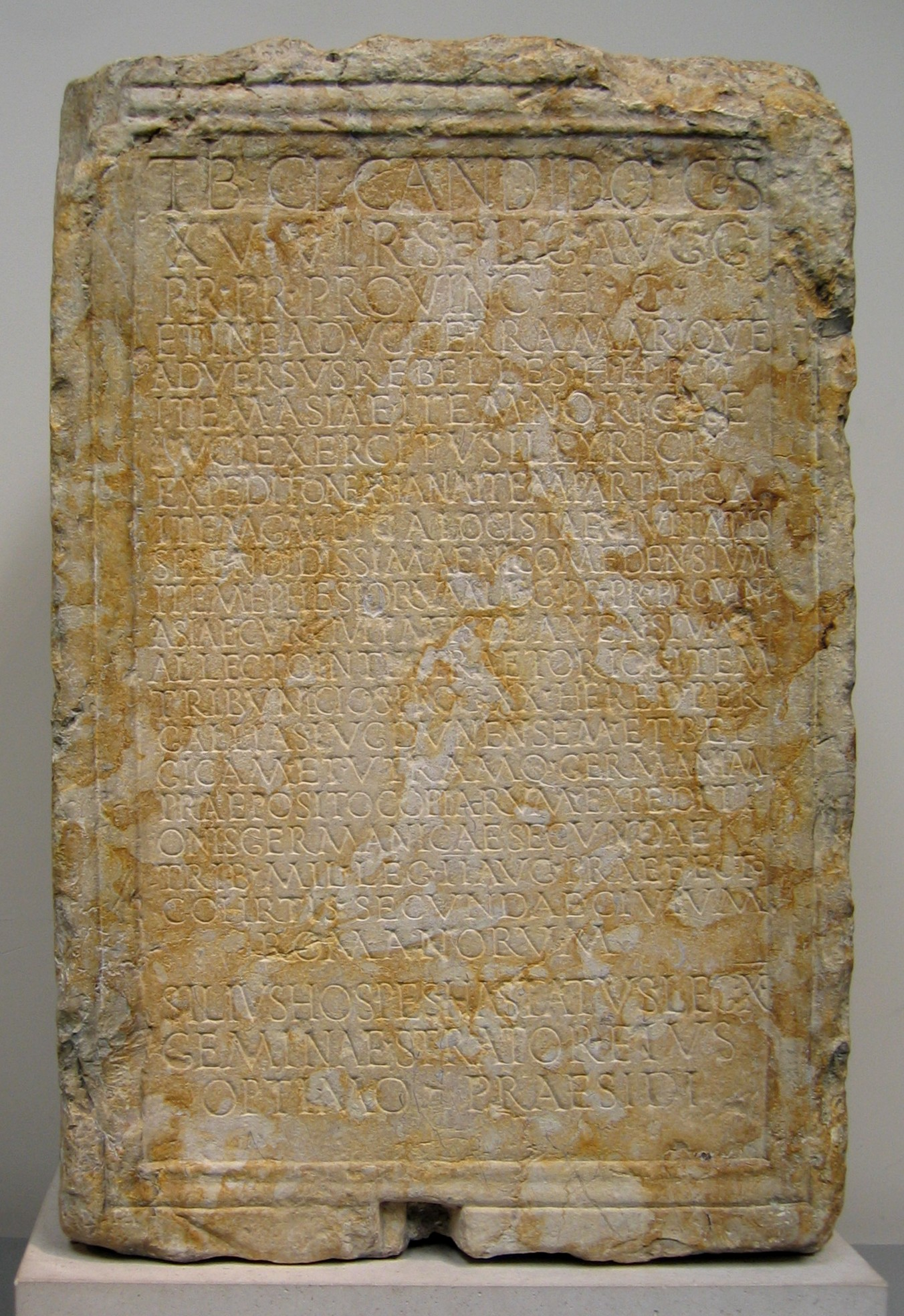
Inscripción dedicada a Ti. Claudius Candido, gobernador de la Tarraconensis por Silius Hospes, centurión de la Legio X Gemina a principios del.

En 193, asesinados Pertinax y Didio Juliano, la guarnición de la provincia y su gobernador se proclamaron partidarios de Clodio Albino, hasta que en 195 abandonaron su causa y se pasaron a Septimio Severo, quien realizó una dura represión entre los partidarios de Albino, fundamentalmente en las ciudades privilegiadas del Valle del Ebro y el Levante, para lo cual designó como gobernador de la provincia a Tiberio Claudio Candido, un experto militar, que había apoyado la sublevación de Septimio Severo en Pannonia Superior, y que había dirigido en Roma a los peregrini o policía secreta imperial, adscrita a la Prefectura del Pretorio.
En esta época, las dificultades administrativo-económicas de numerosas ciudades de la provincia condujeron al nombramiento de un asesor imperial, un caballero o senador –curator– que aconsejara a los senados locales y a los magistrados como mejorar su administración, intentando eludir su quiebra e intentando garantizar la recaudación de tributos en favor del estado.

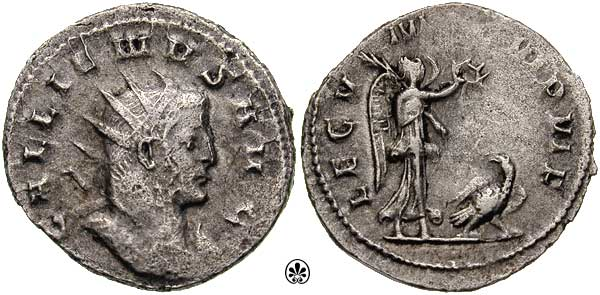
Antoniniano acuñado bajo Galieno. El antoniniano fue creado por Caracalla para intentar recomponer el sistema monetario romano, en el que la escasez de plata había hecho desaparecer al Denario. Se acuñó hasta Diocleciano, pero también fue envilecido progresivamente añadiéndole plomo, estaño y antimonio, generando una fuerte inflación.

Hacia 210, el emperador Caracalla decidió modificar los límites de la provincia Tarraconense, para lo cual desgajó los dos conventos jurídicos del noroeste, el Lucense y el Bracaraugustano, para crear una nueva, y efímera, provincia, la Provincia Hispania Superior Gallaecia, mientras que el resto de la Tarraconensis pasaba a denominarse Provincia Nova Hispania Citerior Antoniana, con la intención de reactivar las explotaciones auríferas del noroeste, prácticamente agotadas a finales del siglo II. La provincia desapareció nada más morir Caracalla, aunque sirvió como precedente para la futura provincia Gallaecia del Bajo Imperio.
En general, las convulsiones políticas y militares que padeció el Imperio entre el asesinato de Alejandro Severo en 235 y la subida al trono de Diocleciano en 298, afectaron poco a Hispania y, en concreto a la Tarraconensis. Sin embargo, la crisis económica del estado romano se dejó sentir en la provincia, lo que se aprecia en una disminución de las intervenciones imperiales en la reparación de las calzadas y en la aparición de numerario de mala calidad, que generó una fuerte inflación y terminó por arruinar las ya precarias economías de las ciudades, produciéndose un progresivo proceso de ruralización social y económica, que culminaría dos siglos más tarde.

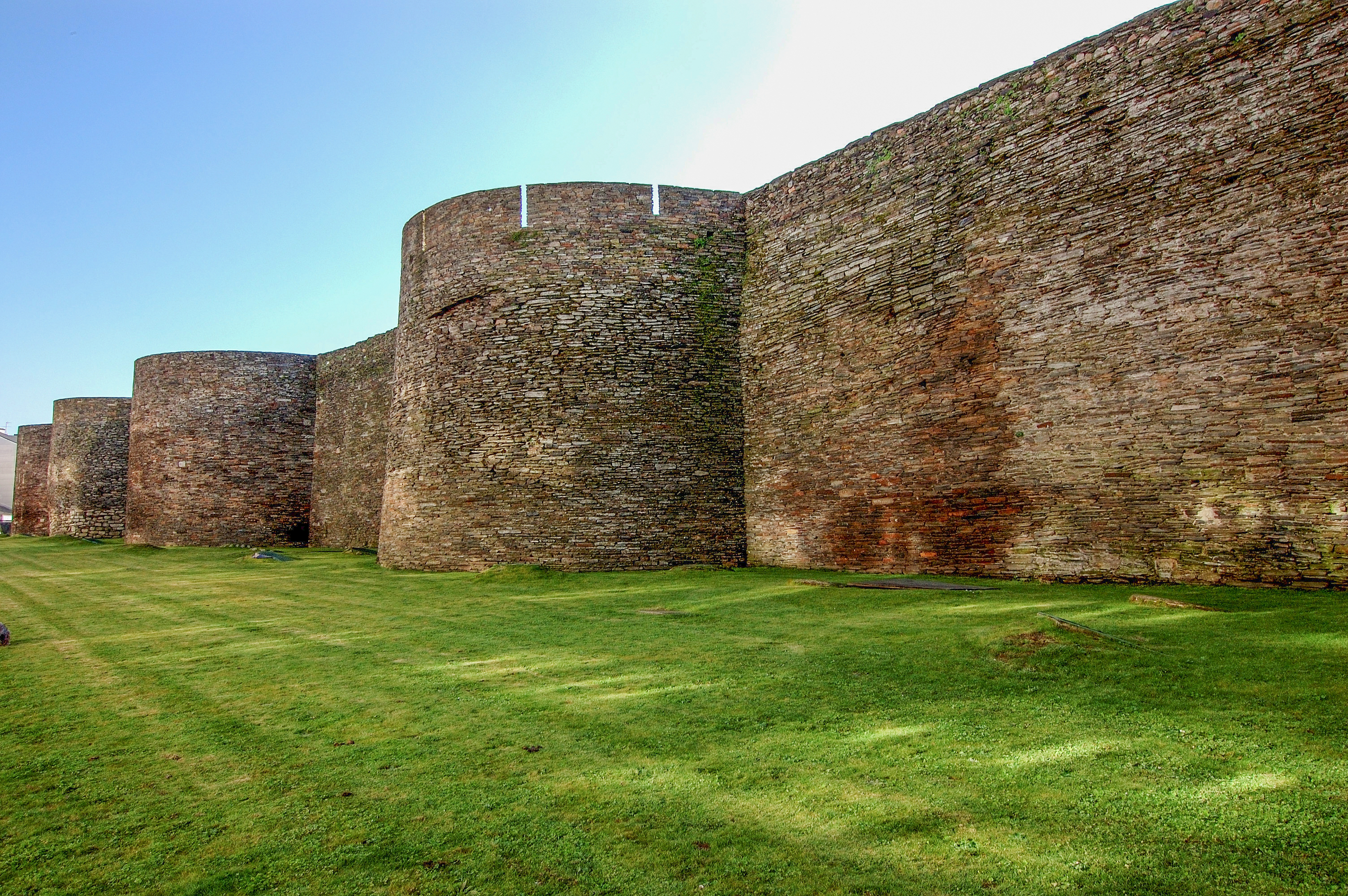
Muralla romana de Lucus Augusti, reformada a finales del.

En el año 254 el limes de la Germania Superior fue atravesado por los germanos de la otra orilla del Rin, y hacia el año 259 se produjo la incursión de importantes contingentes bárbaros en la Gallia Belgica, penetrando profundamente en el resto de las provincias galas, logrando algunos de estos grupos alcanzar los Pirineos y entrar en Hispania, y así, Tarraco fue saqueada por los francos en 258.
En época de Valeriano y Galieno, la provincia prestó fidelidad al Imperio Gálico de Tétrico y Victorino, aunque fue una de las primeras en volver a ser leales al emperador legítimo, ya bajo Claudio II y Aureliano.
Entre los años 268 y 278 el interior de la Galia fue saqueado, hasta que a comienzos de 278 la frontera fue restablecida por el emperador Probo. Como consecuencia, y dentro de una tendencia que afectaba a todas las ciudades del Imperio, varios núcleos urbanos de la provincia, como Barcino, Emporiae, Asturica Augusta, Legio o Lucus Augusti reformaron su cinturón de murallas, muy deteriorado con el paso del tiempo, y lo convirtieron en una defensa eficaz ante las posibles amenazas provenientes del otro lado de los Pirineos.

### División de la provincia en el Bajo Imperio

Hispania tras la división provincial de Diocleciano.

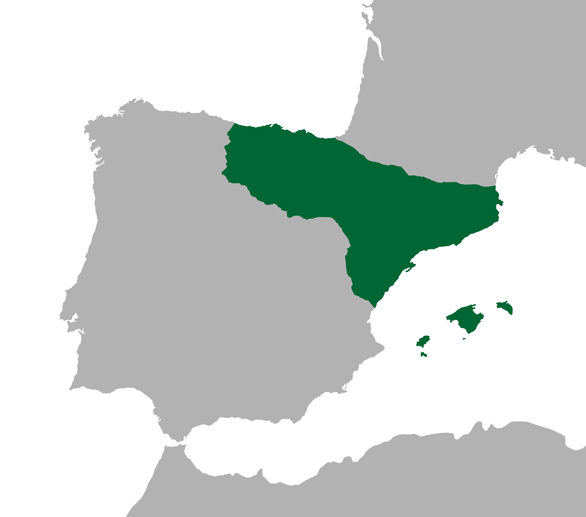
Límites de la provincia Tarraconensis hacia 300, después de la reorganización provincial de Diocleciano.

Con la llegada al trono imperial de Diocleciano en 284, y la creación del sistema de la Tetrarquía, este emperador procedió a reorganizar el sistema administrativo del Imperio. Para ello, las provincias heredadas del Alto Imperio fueron divididas en otras menores, que a su vez fueron agrupadas en una nueva entidad llamada diócesis, supervisada por un vicarius directamente designado por el emperador.
Hispania fue atribuida a Maximiano, Augusto de occidente, y asignada a su César, Constancio Cloro, como Diocesis Hispaniarum, con capital en Augusta Emerita. La antigua provincia Tarraconense fue dividida en varias provincias:
- la Gallaecia a partir de los conventos Bracaraugustano, Lucense, Asturicense y parte del Cluniense
- la Carthaginense con los conventos Cartaginense, parte del Cluniense y las islas Baleares
- la nueva Tarraconense, que comprendía los antiguos conventos Tarraconense, Caesarugustano y parte del Cluniense.

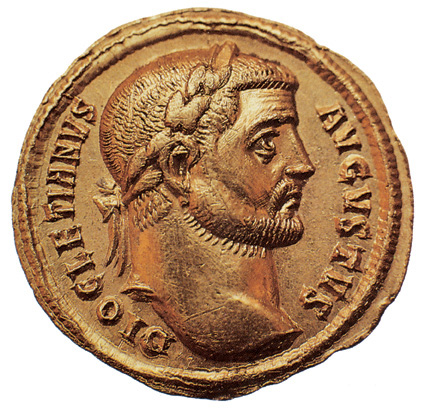
Diocleciano, retratado en una moneda, reformó profundamente el Imperio romano, dividiendo las antiguas provincias en otras menores, lo que afecto a la Tarraconensis.

Estos cambios significaron también una profunda reorientación de la política imperial respecto a las provincias hispanas, ya que, desde Augusto, la preeminencia entre estas provincias siempre había correspondido a la Tarraconensis, la única de rango consular, y Diocleciano, al crear la Diocesis Hispaniarum, otorgó la preeminencia a la Lusitania y, en consecuencia, para disminuir la importancia de la Tarraconensis, la dividió en las provincias menores mencionadas.
La nueva provincia Tarraconense tenía rango pretorio y tenía a su frente como gobernador un praeses.

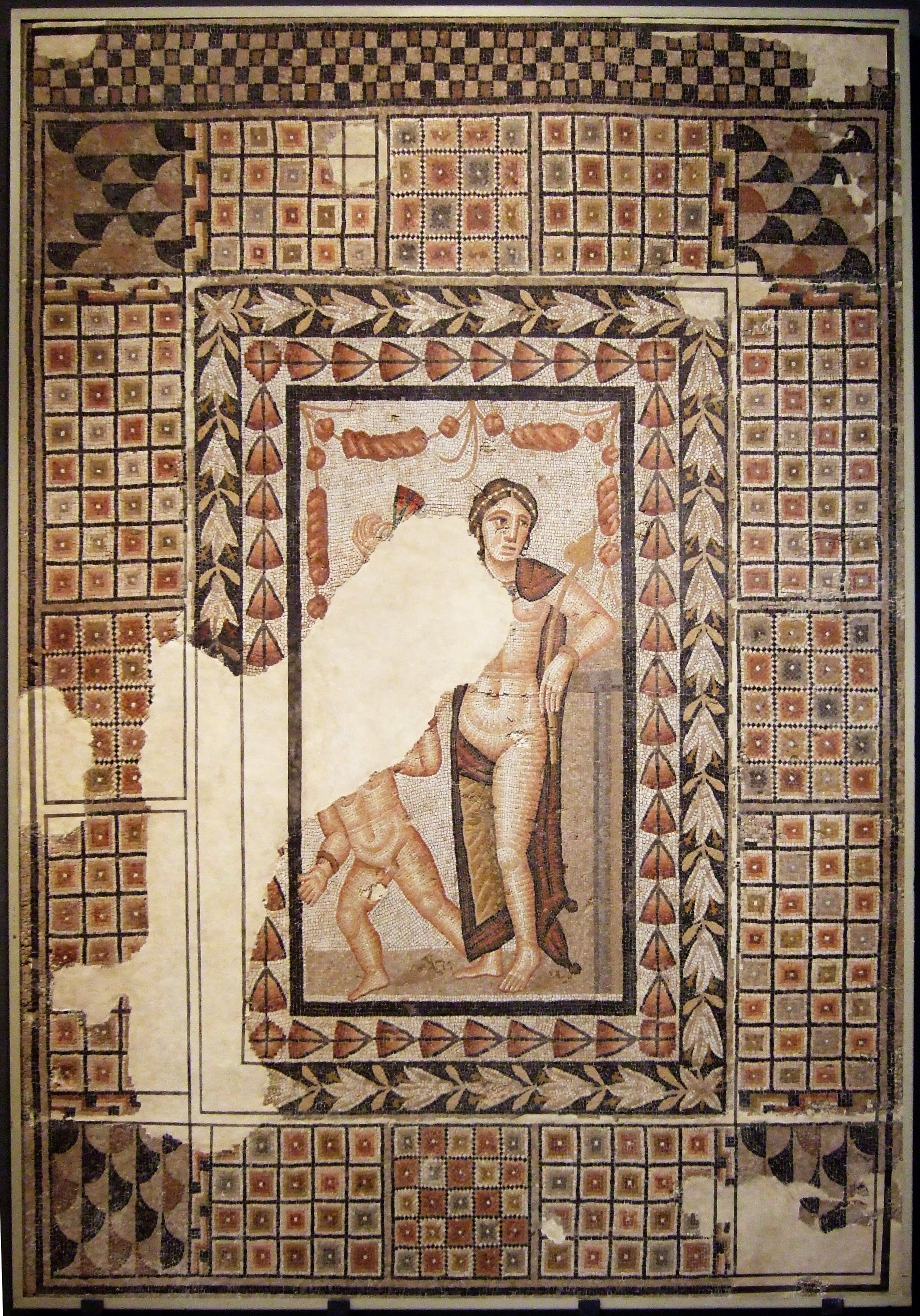
Mosaico de Venus y Eros procedente de la importante villa de Fortunatus en Fraga (Huesca), que demuestra la implantación de este tipo de suntuosas construcciones en los campos de la Tarraconenesis en el.

A la muerte de Constantino I, la diocesis Hispaniarum, junto con las de Galliae, Septem provinciae y Britaniae, fue integrada dentro de la prefectura del pretorio de las Galias y, como se ha dicho, por razones de proximidad y facilidad de abastecimiento se le añadió la provincia norteafricana de Mauretania Tingitana, reducida a la zona más septentrional, en torno al Estrecho de Gibraltar, y sin conexión directa por tierra con la Mauretania Caesariensis.
La última división se produjo a mediados del siglo IV, cuando las Islas Baleares fueron segregadas de la Carthaginensis y convertidas en la nueva provincia Baleárica.
A lo largo del siglo IV, la provincia permaneció en una situación de tranquilidad y seguridad, alejada de los conflictos fronterizos e internos del Imperio, manteniéndose leales sus gobernadores al emperador de occidente, excepto a finales del siglo durante la época de los usurpadores de Magno Clemente Máximo (383 a 388) y Eugenio (392 a 394), a quienes juraron lealtad, aunque tras las derrotas que sufrieron a manos de Teodosio I, la provincia se reintegró al poder legítimo sin necesidad de ser invadida.
Esta tranquilidad se tradujo en un alto grado de prosperidad económica, manteniendo las líneas maestras diseñadas durante el Alto Imperio, pero con la novedad de la implantación de numerosas villae por toda la provincia, especialmente en el valle del Ebro y el Levante. Estas villas eran, prioritariamente, unidades de explotación agraria tipo latifundio, pero también lujosas mansiones decoradas con suntuosos pavimentos de mosaico, pinturas al fresco en sus paredes, y estatuas de mármol y otros objetos de lujo.
A la par, la circulación monetaria fue abundante, especialmente en moneda fiduciaria —AE 2, 3 y 4—, hasta principios del siglo V, aunque en la provincia no funcionó ninguna ceca, procediendo la mayor parte de la moneda de cecas occidentales —Roma, Tréveris, Arlés, Milán...— y algunos ejemplos orientales.
A la muerte de Teodosio I, la provincia, junto con toda la parte occidental del Imperio, fue asignada a Honorio, su hijo, bajo la tutela de Estilicón.

### Los siglosIVyV

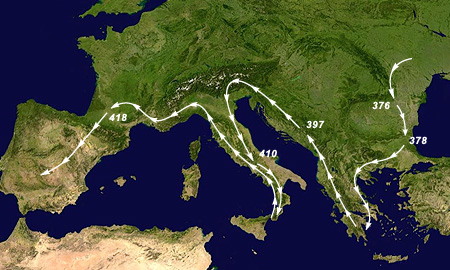
Migraciones de los visigodos, que muestran su entrada en Hispania como foederati del Imperio.

A partir del año 400, la situación del Imperio romano de Occidente se había vuelto crítica, ya que la actuación de Estilicón para contener a los visigodos de Alarico se había conseguido a costa de reducir las guarniciones del ejército imperial sobre el Rin por debajo del mínimo necesario para garantizar la seguridad fronteriza, de manera que vándalos, suevos y alanos, consiguieron perforar la frontera imperial e invadir la Galia en 406.
El gobierno de Honorio en Rávena fue incapaz de responder a esta nueva amenaza, y el gobernador de Britania se proclamó emperador como Constantino III y, con sus tropas, entró en la Galia. Los pueblos bárbaros mencionados, en 409, presionados por este último ejército romano organizado, ayudados por Geroncio, general del usurpador Constantino, y a pesar de los esfuerzos de Dídimo y Veriniano, familiares de Teodosio, Honorio y Arcadio, lograron entrar en la península por los Pirineos occidentales.

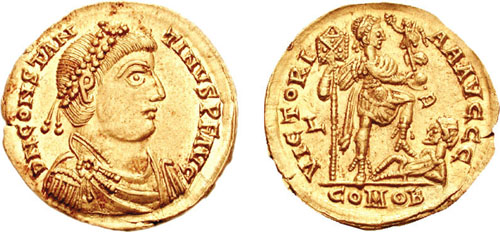
El usurpador Constantino III envió a Hispania a su general Geroncio, responsable último de la invasión de 406 y del fin de la Hispania romana.

En la primavera de 409 Geroncio se rebeló contra Constantino III, elevando al trono a Máximo, posiblemente hijo suyo o algún colaborador. Geroncio había fijado su residencia en Caesaraugusta para poder enfrentarse a Constante, hijo de Constantino III, a quien su padre había nombrado Augusto, que le amenazaba desde Tarraco. En 411 Geroncio pasó al ataque contra sus enemigos y antiguos jefes, pasando a la Galia, obteniendo varias victorias, pero fracasó ante la presencia de un ejército enviado por Honorio desde Italia. Sus tropas se pasaron a los imperiales y Geroncio tuvo que huir con un pequeño séquito de seguidores a Hispania, donde fue depuesto y obligado a suicidarse.
La Tarraconense fue la única provincia que no fue directamente afectada por suevos, vándalos y alanos, pero, poco después, los visigodos, convertidos en federados del Imperio e instalados en el sur de la Galia, con Tolosa como capital, dirigidos por su rey Ataúlfo, entraron en Hispania para someter a la autoridad imperial las zonas ocupadas por los pueblos anteriores, y también para reprimir el bandidaje local de los bagaudas en la zona del valle del Ebro, en torno a Caesaraugusta. Aunque los visigodos actuaban en nombre de la corte imperial de Ravenna, consiguieron asentar bases sólidas en la península, actuando en nombre propio y ya no abandonarían jamás el suelo hispano.
Prueba de la salida de la órbita imperial de la Tarraconensis, y de toda Hispania, es la interrupción de la llegada de monedas imperiales, ya que los últimos ejemplares que se encuentran en la península corresponden a los primeros años de Honorio en Occidente y de Arcadio en Oriente.

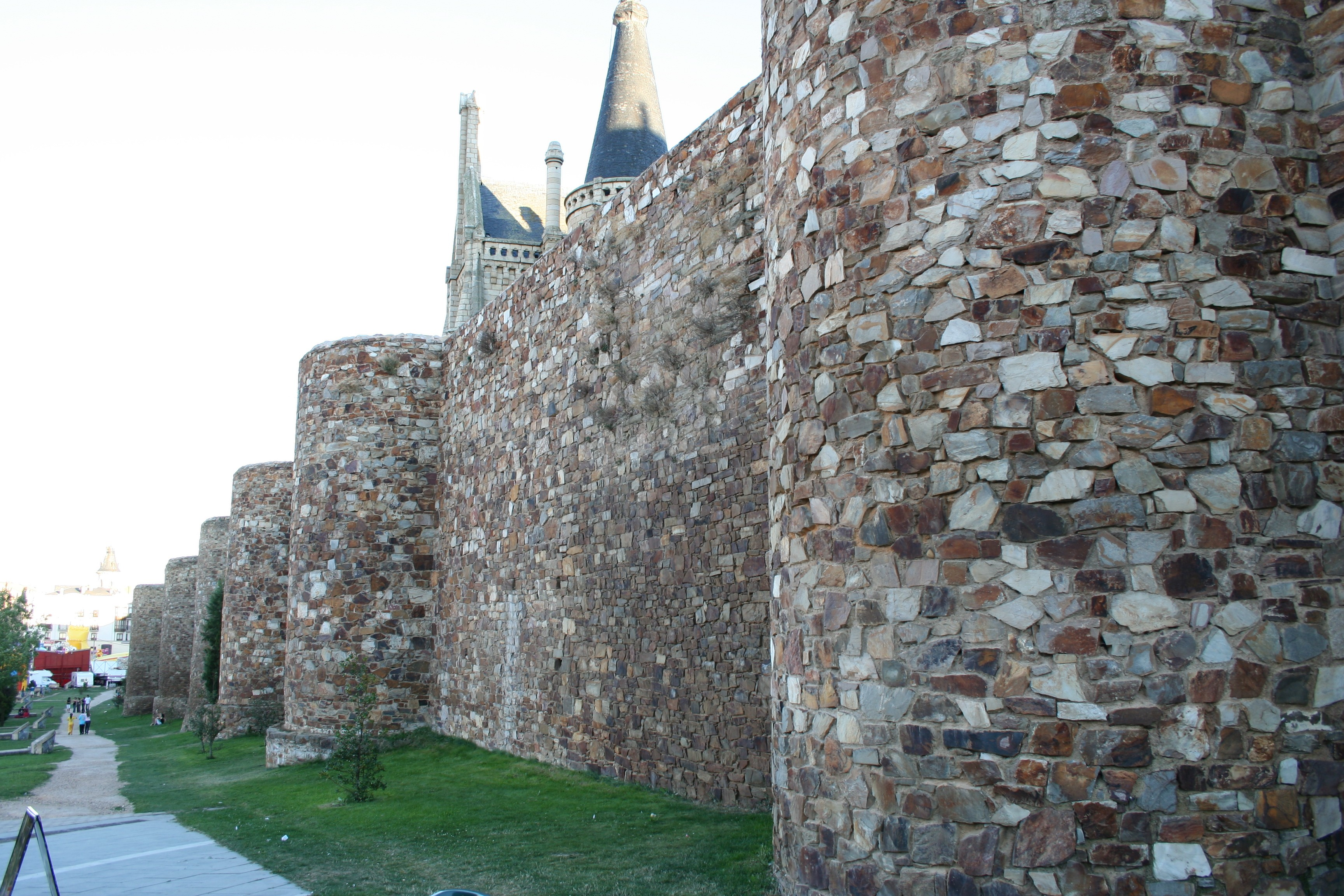
Las murallas medievales de Astorga fueron edificadas sobre las murallas bajoimperiales, aunque no pudieron impedir que los visigodos la asaltasen a principios del.

Hispania a principios del, con la división territorial debida a las invasiones germanas, apreciándose cómo la Tarraconense se mantenía bajo teórico dominio imperial

Poco después, el rey Eurico, ante la debilidad de la corte de Rávena, volvió a entrar en la península para incorporar más territorios a su reino, realizando una campaña brutal, con numerosas matanzas y saqueos, fielmente relatado por Hidacio de Chaves, de manera que hacia 456 la Tarraconensis se convirtió en una parte más del reino Visigodo, y el Imperio tuvo que ampliar su foedus con este pueblo, reconociendo de facto su independencia y la salida de la Tarraconensis y de toda Hispania de la órbita imperial.
En 459 el emperador Mayoriano visitó la provincia, camino de Carthago Nova, donde estaba reuniéndose una flota del Imperio de Occidente y del Imperio de Oriente, que incluía aliados visigodos, para atacar a los vándalos de Genserico en el norte de África, expedición que fracasó al ser destruida la flota imperial por los vándalos en la batalla de Cartagena del 461. A partir de este momento, la influencia de la corte de Rávena sobre la provincia Tarraconensis, y, en general, sobre todos los territorios de lo que había sido la Diocesis Hispaniarum, desapareció paulatinamente hasta la toma de Pompaelo y Caesaraugusta en 472 y Tarraco en 474 por los visigodos de manera que, cuando el Imperio de Occidente fue abolido entre 476 y 486, el Reino Visigodo solamente vio reafirmada su independencia.

### El final de la provincia

La península ibérica hacia 560.

Hispania visigoda hacia el año 700, antes de la invasión musulmana de la península ibérica.

La Tarraconensis, como buena parte de la ordenación territorial romana, continuó siendo una de las divisiones administrativas del Reino Visigodo, y a lo largo del siglo VI y del siglo VII, sufrió numerosos ataques promovidos por los diferentes reinos francos de la antigua Galia; también fue utilizada como base por los diferentes reyes visigodos de Toledo para defender sus posesiones de la Gallia Narbonensis, al otro lado de los Pirineos; asimismo, los reyes visigodos utilizaron esta provincia como punto de partida para penetrar, conquistar y controlar los territorios de Cantabria y de los vascones, que se habían independizado al desaparecer el poder romano en la península.
En los inicios del reinado de Wamba (672-680), tal como narra la Historia del rey Wamba de Julián de Toledo, la provincia Narbonense se rebeló contra el poder toletano, arrastrando tras de sí buena parte de la Tarraconensis durante unos meses. La revuelta quedó finalmente aplastada por el ejército del rey visigodo.
Con la invasión musulmana de 711 y la destrucción del Reino Visigodo, el sistema de administración territorial de la península ibérica heredado del Imperio romano desapareció, y con él la provincia Tarraconensis, aunque la zona oriental de la misma probablemente sirviera como último bastión de resistencia a los dos últimos monarcas visigodos, Agila II (711-713) y Ardo (713-720). Su territorio fue integrado en la nueva región fronteriza del emirato de Córdoba, como marca militar con capital en Zaragoza, bajo la dirección de la familia de conversos Banu-Qasi (Hijos de Casio).

## Apéndices

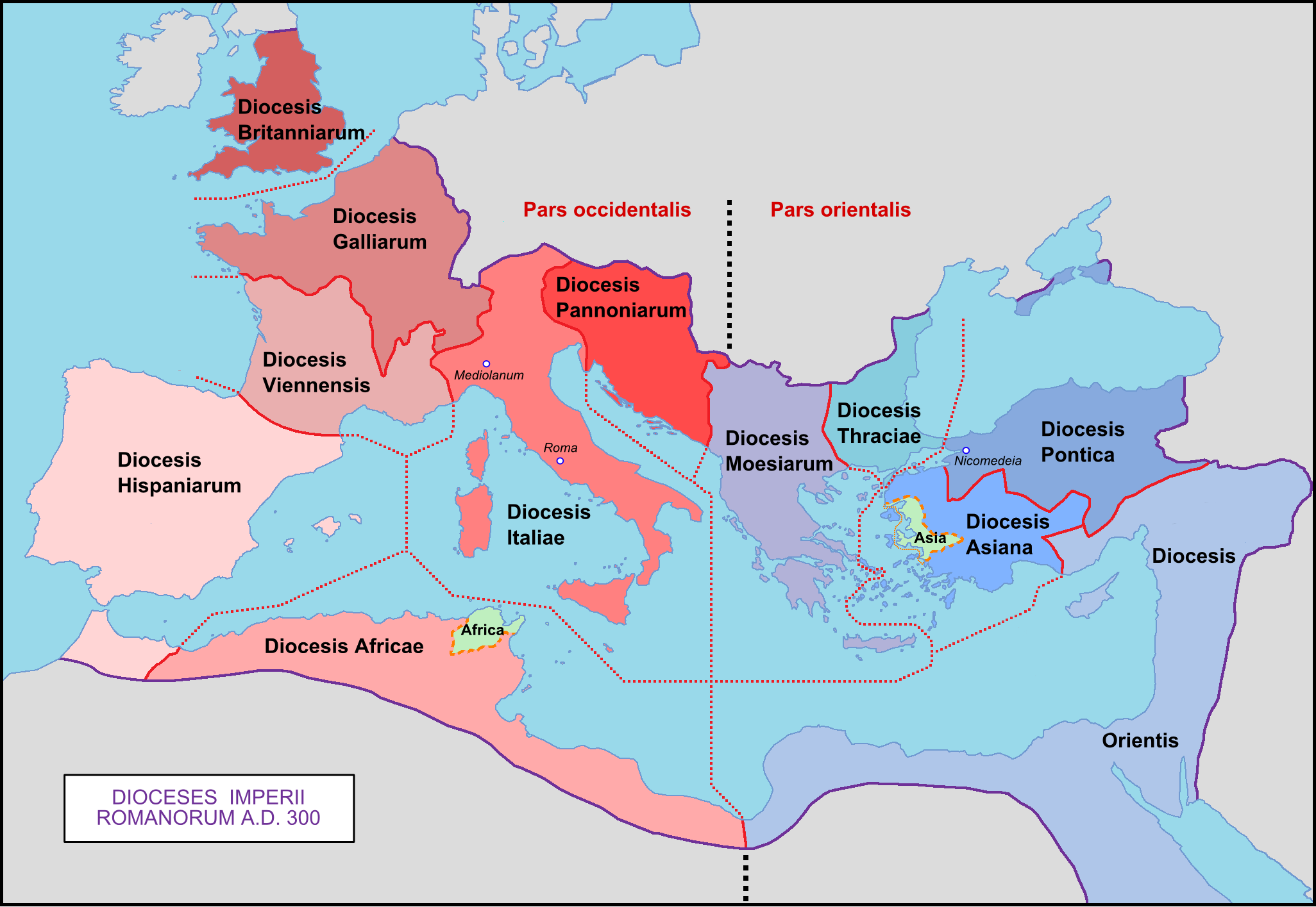
Administración territorial del Imperio Romano hacia 400 en provincias, diócesisy prefecturas del pretorio, incluyendo la provinciaTarraconenesis en la Diocesis Hispaniarum en la Praefectura Praetorii Galliarum.

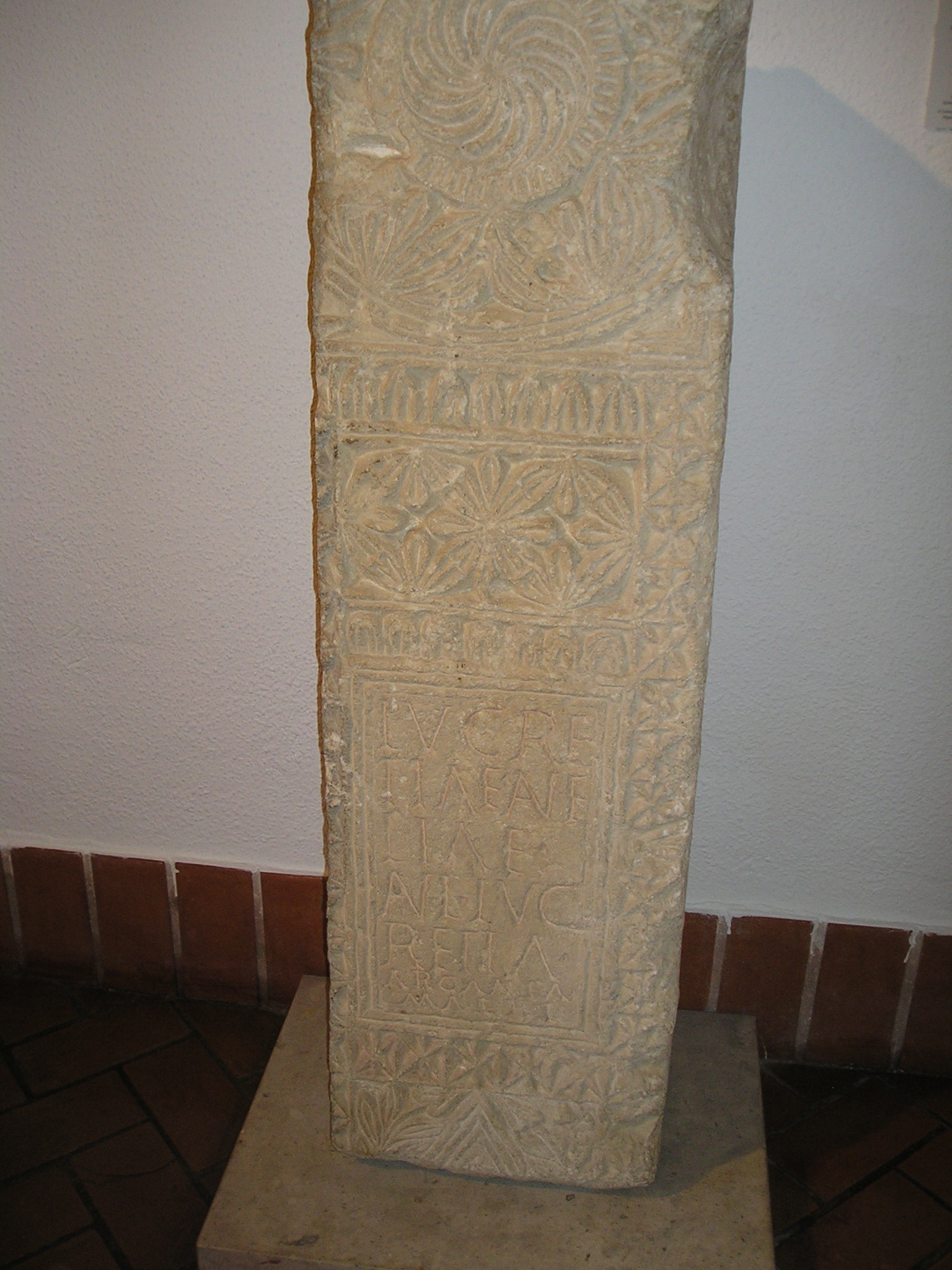
Estela funeraria romana procedente de Valdenebro de los Valles (valladolid, que muestra elelevado grado de implantación de las costumbres funerarias romanas y del latín en el en el interior de la Submeseta Norte, una de las partes del conventus cluniensis y de la provincia Tarraconensis.

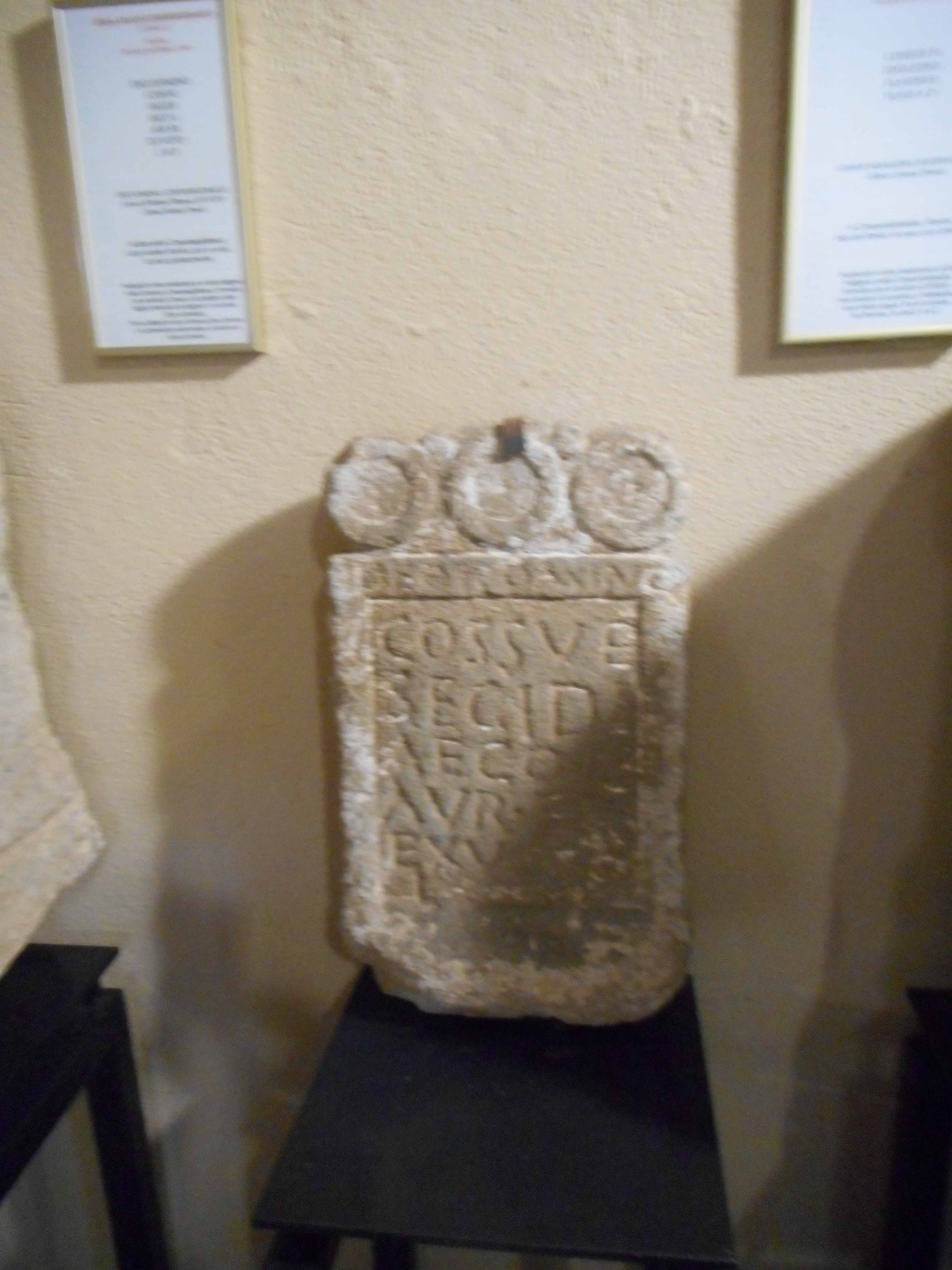
Inscripción votiva romana dedicada a Coso Segidiaeco por Lucio Aurelio Frontón, que indica la pervivencia de las divinidades prerromanas dentro del contexto de la romanización.

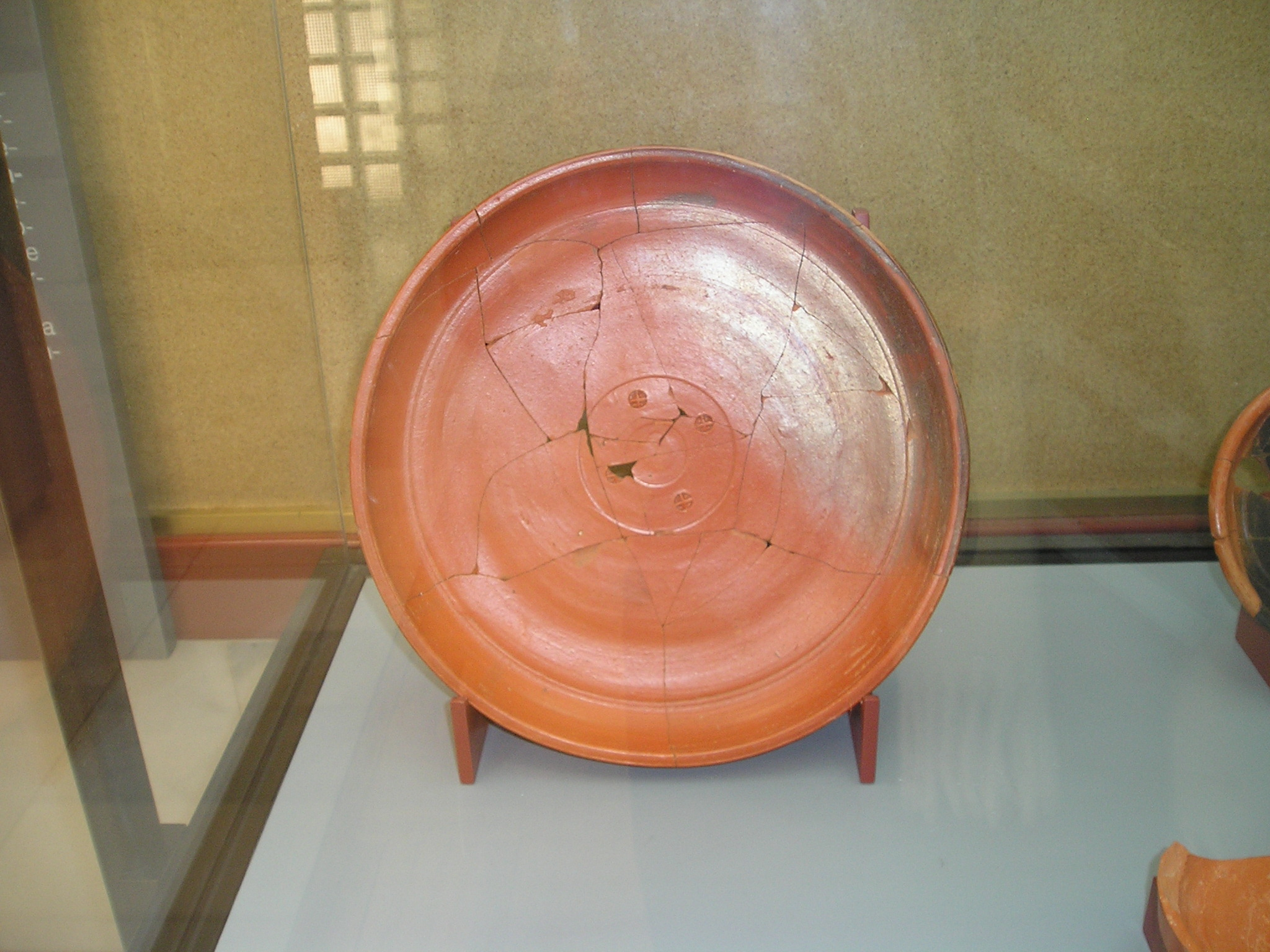
Plato de Terra Sigilata Bajoimperial de los alfares riojanos de Tritium Magallum, depositado en el Museo Numantino en Soria, decorado con cuatro estampillados con cruces que demuestra la vitalidad económica de la Tarracoensis en el y la progresiva implantación del cristianismo.

1:
| Civitas                                     | Nombre actual                | Augusto | Tiberio | Calígula | Claudio | Tipos de monedas                  |
| Colonia Iulia Gemella Acci                  | Guadix (Granada)             | X       | X       | X        |         | Dupondios Ases Semises            |
| Municipium Augusta Bilbilis                 | Calatayud (Zaragoza)         | X       | X       | X        |         | Ases Semises                      |
| Colonia Caesar Augusta                      | Zaragoza                     | X       | X       | X        |         | Sestercios Dupondios Ases Semises |
| Municipium Calagurris Nasica                | Calahorra (La Rioja)         | X       | X       |          |         | Ases Semises                      |
| Colonia Urbs Iulia Nova Carthago            | Cartagena (Murcia)           | X       | X       | X        |         | Ases Semises Quadrans             |
| Municipium Segovia                          | Segovia                      | X       |         |          |         | Ases                              |
| Municipium Cascantum                        | Cascante (Navarra)           |         | X       |          |         | Ases Semises                      |
| Colonia Victrix Iulia Celsa                 | Velilla de Ebro (Zaragoza)   | X       | X       |          |         | Ases Semises Quadrans             |
| Municipium Clunia                           | Peñalba de Castro (Burgos)   |         | X       |          |         | Ases Semises                      |
| Colonia Iulia Urbs Triumphalis Tarraco      | Tarragona                    | X       | X       |          |         | Sestercios Dupondios Ases Semises |
| Municipium Emporiae                         | Ampurias (Gerona)            | X       | X       |          |         | Ases Quadrans Sextans             |
| Municipium Ercavica                         | Cañaveruelas (Cuenca)        | X       | X       | X        |         | Sestercios Dupondios Ases Semises |
| Municipium Turiasso                         | Tarazona (Zaragoza)          | X       | X       |          |         | Sestercios Ases Semises Quadrans  |
| Municipium Gracurris                        | Alfaro (La Rioja)            |         | X       |          |         | Ases Semises                      |
| Municipium Hibera Iulia Ilercavonia Dertosa | Tortosa (Tarragona)          | X       | X       |          |         | Ases Semises                      |
| Municipium Ilerda                           | Lérida                       | X       |         |          |         | Ases                              |
| Colonia Iulia Augusta Ilici                 | Elche (Alicante)             | X       | X       |          |         | Ases Semises                      |
| Municipium Urbs Victrix Osca                | Huesca                       | X       | X       | X        |         | Ases Semises Quadrans             |
| Municipium Osicerda                         | La Puebla del Híjar (Teruel) |         | X       |          |         | Ases Semises                      |
| Municipium Saguntum                         | Sagunto (Valencia)           | X       | X       |          |         | Ases Semises                      |
| Municipium Segobriga                        | Saelices (Cuenca)            | X       | X       | X        |         | Ases Semises Quadrans             |
| Insula Augusta Ebusus                       | Ibiza                        |         | X       | X        | X       | Ases                              |

2:
| Años     | Legiones | Cohortes peditatae | Cohortes equitatae | Alae |
| 30 a. C. | 2        | ?                  | 0                  | ?    |
| 27 a. C. | 6        | ¿16?               | 0                  | ¿6?  |
| 20 a. C. | 7        | ¿18?               | 0                  | ¿7?  |
| 18 a. C. | 3        | ¿6?                | 0                  | ¿3?  |
| 40       | 2        | ¿5?                | ¿2?                | 3    |
| 63       | 1        | 3                  | ¿2?                | 2    |
| 68       | 1        | 3                  | 0                  | 2    |
| 69       | 3        | ¿6?                | 1                  | ¿3?  |
| 76       | 1        | 2                  | 1                  | 2    |
| c. 130   | 1        | 2                  | 2                  | 1    |
| c. 210   | 1        | 2                  | 2                  | 1    |
| c. 298   | 1        | 3                  | 2                  | 0    |
| 337      | 1        | 5                  | 0                  | 0    |